# Liste der Hochschulen in Deutschland

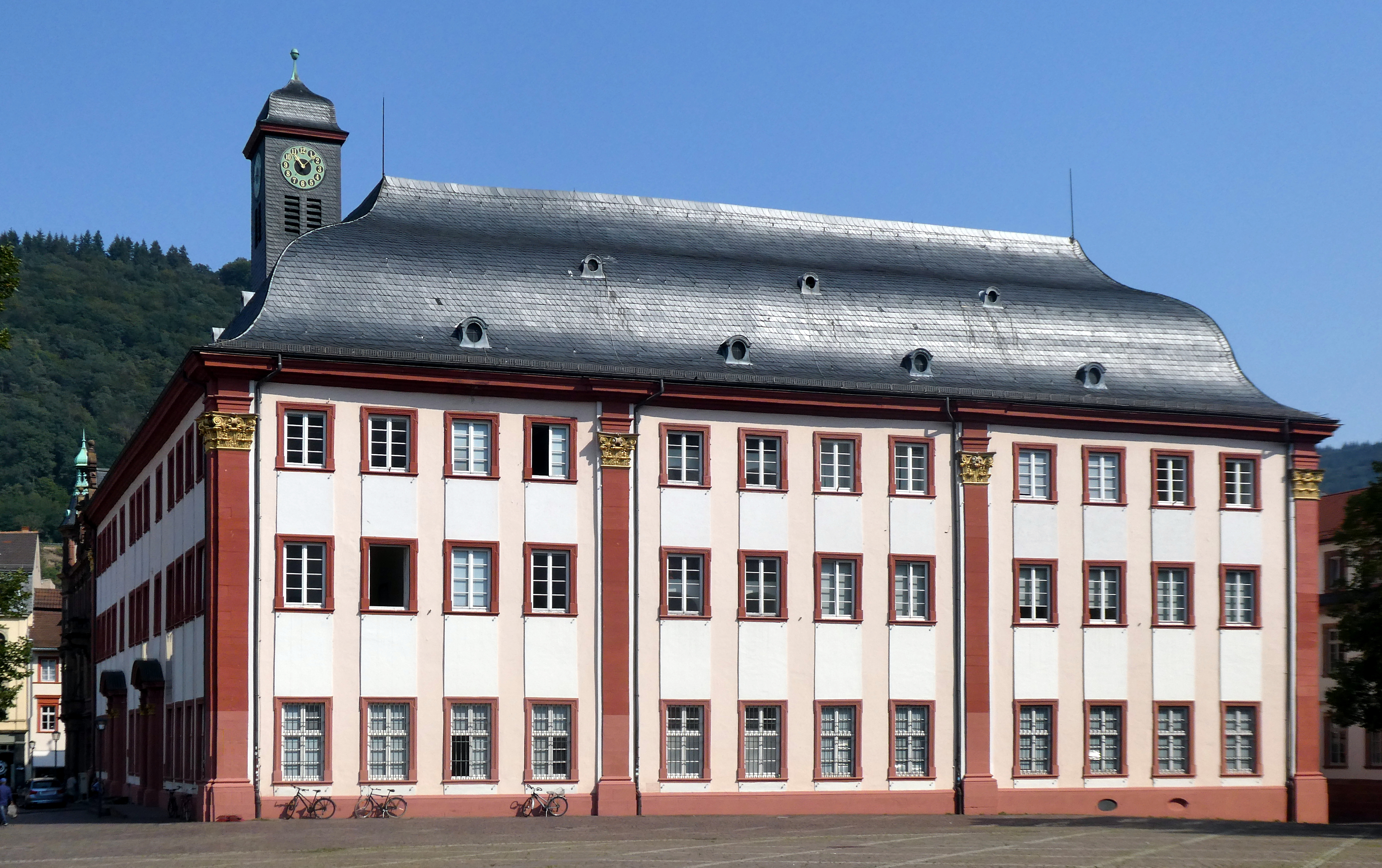
Das alte Universitätsgebäude der Universität Heidelberg, erbaut 1712–1735. Die RKU wurde 1386 gegründet und ist damit die erste Universität, die im heutigen Deutschland den Lehrbetrieb aufnahm sowie die älteste durchgängig bestehende Universität in der Bundesrepublik Deutschland.

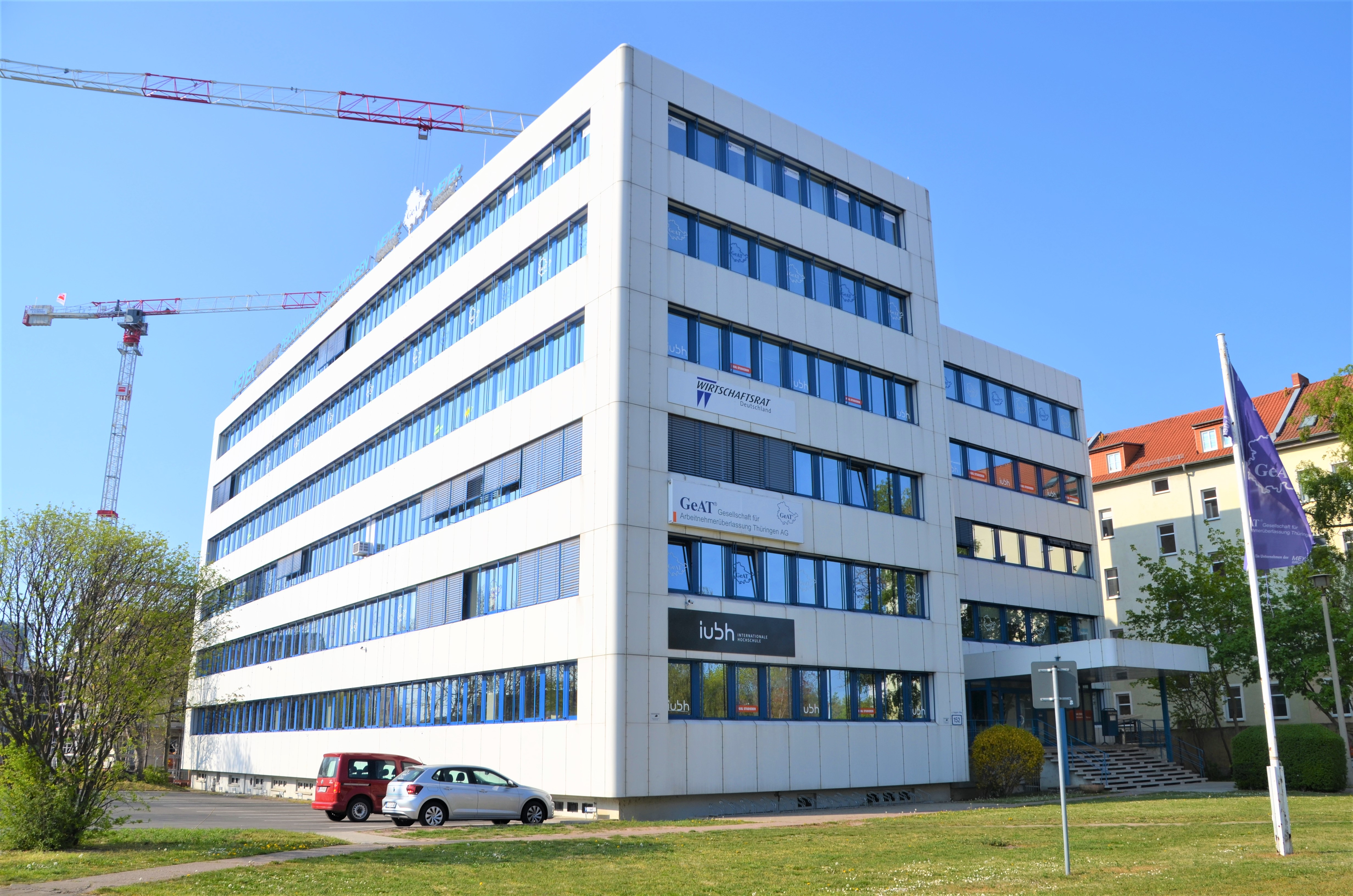
Erfurter Campus der IU Internationalen Hochschule, Deutschlands größter Fachhochschule

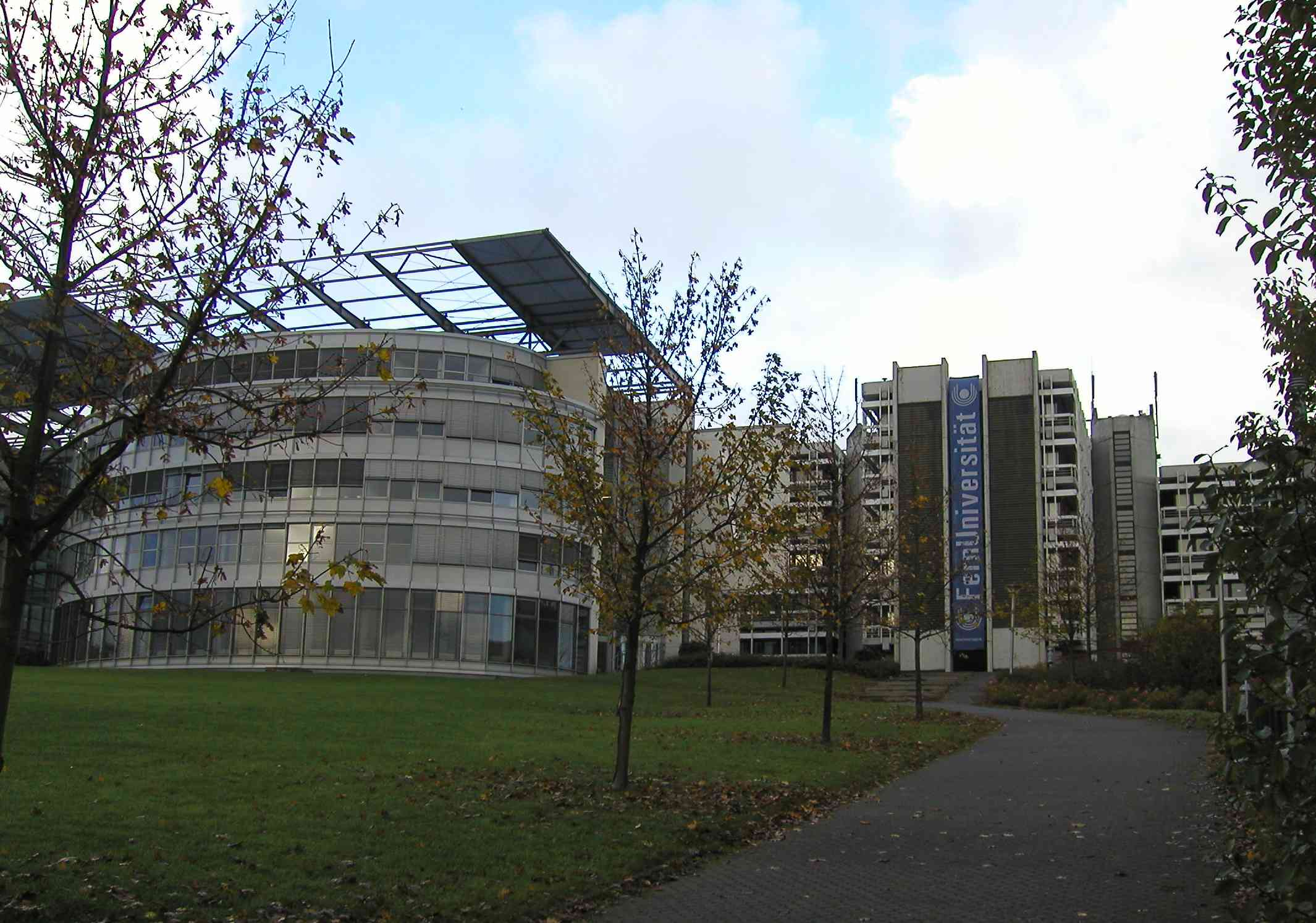
Fernuniversität in Hagen – die größte Universität Deutschlands

Die Liste der Hochschulen in Deutschland enthält aktuell existente, staatliche und staatlich anerkannte Hochschulen mit Angaben zu Träger, Promotionsrecht, Gründungsjahr und Anzahl der Studierenden.
Im Wintersemester 2021/22 gab es nach Zählung des Statistischen Bundesamts 422 Hochschulen in Deutschland. Davon waren 108 Universitäten, 6 Pädagogische Hochschulen, 16 Theologische Hochschulen, 52 Kunsthochschulen, 210 Fachhochschulen und 30 Verwaltungsfachhochschulen. Bei 115 dieser Hochschulen handelt es sich um private Hochschulen.
Die zahlenmäßig größte deutsche Hochschule ist – Stand November 2022 – mit über 100.000 Studierenden die IU Internationale Hochschule, eine staatlich anerkannte private Fachhochschule mit Sitz in Erfurt und mehr als 30 Standorten in Deutschland. Die größte Universität ist mit rund 67.000 eingeschriebenen Studierenden die Fernuniversität in Hagen, die größten Präsenzuniversitäten mit je über 50.000 Studierenden sind die Ludwig-Maximilians-Universität München und die Technische Universität München. Mehr als 50.000 Studierende hat auch eine weitere private Fachhochschule mit verschiedenen über Deutschland verteilten Standorten, die FOM Hochschule für Oekonomie & Management.
Zum Wintersemester 2024/2025 waren ca. 2,87 Millionen Studenten an deutschen Hochschulen und Universitäten immatrikuliert, darunter über 400.000 aus dem Ausland.
Die Ausgaben für Universitäten und Hochschulen betrugen im Jahr 2022 etwa 71 Milliarden Euro in Deutschland. Davon waren 41 Milliarden Euro Kosten für Personal.

## Erklärung
- Hochschulname: Nennt den Namen der Einrichtung.
- Land: Nennt das deutsche Land der Einrichtung.
- Hochschultyp: Fachhochschule / HAW (= Hochschule für angewandte Wissenschaften), Hochschule eigenen Typs, Künstlerische Hochschule, Universität, Verwaltungshochschule
- Trägerschaft: kirchlich, öffentlich-rechtlich, privat
- Promotionsrecht: Nennt, ob die Einrichtung Promotionsrecht hat (ja) oder nicht (nein).
- Gründungsjahr(e): Nennt das Jahr bzw. die Jahre, in dem bzw. denen die Einrichtung gegründet bzw. wiedergegründet worden ist.
- Anzahl Studierende: Nennt die Anzahl der immatrikulierten Studierenden.[4]

## Alle staatlichen und staatlich anerkannten Hochschulen
Diese Liste umfasst staatliche und staatlich anerkannte Hochschulen, die  im Hochschulinformationssystem Hochschulkompass aufgeführt sind, oder bei denen es alternative Belege für die Anerkennung als Hochschule gibt. Die Studierendenzahlen entsprechen den von den Hochschulen an die Hochschulrektorenkonferenz gemeldeten und im Hochschulkompass genannten Zahlen, um eine einheitliche und vergleichbare Datenbasis zu gewährleisten. Zahlen, die Hochschulen zu unterschiedlichen Zeitpunkten auf ihren Webseiten veröffentlichen, können davon abweichen.

| Hochschulname                                                                                            | Land | Hochschultyp             | Trägerschaft                | Promotionsrecht | Gründungsjahr(e)     | Anzahl Studierende | Mitgliedschaft HRK                                                         |
| --- | ---- | ------------------------ | --------------------------- | --------------- | -------------------- | ------------------ | -------------------------------------------------------------------------- |
| Fachhochschule Aachen                                                                                    | NW   | Fachhochschule / HAW     | öffentlich-rechtlich        | [ja]            | 1971                 | 14.792             | ja (Gruppe der Hochschulen für Angewandte Wissenschaften, Fachhochschulen) |
| Rheinisch-Westfälische Technische Hochschule Aachen                                                      | NW   | Universität              | öffentlich-rechtlich        | ja              | 1870                 | 47.511             | ja (Gruppe der Universitäten)                                              |
| Hochschule Aalen – Technik, Wirtschaft und Gesundheit                                                    | BW   | Fachhochschule / HAW     | öffentlich-rechtlich        | [ja]            | 1962                 | 5.750              | ja (Gruppe der Hochschulen für Angewandte Wissenschaften, Fachhochschulen) |
| Hochschule Albstadt-Sigmaringen                                                                          | BW   | Fachhochschule / HAW     | öffentlich-rechtlich        | [ja]            | 1971                 | 3.276              | ja (Gruppe der Hochschulen für Angewandte Wissenschaften, Fachhochschulen) |
| Alanus Hochschule                                                                                        | NW   | Künstlerische Hochschule | privat                      | ja              | 1973                 | 1.803              | nein                                                                       |
| Ostbayerische Technische Hochschule Amberg-Weiden                                                        | BY   | Fachhochschule / HAW     | öffentlich-rechtlich        | nein            | 1994                 | 3.889              | ja (Gruppe der Hochschulen für Angewandte Wissenschaften, Fachhochschulen) |
| Hochschule Anhalt – Anhalt University of Applied Sciences                                                | ST   | Fachhochschule / HAW     | öffentlich-rechtlich        | ja              | 1991                 | 7.052              | ja (Gruppe der Hochschulen für Angewandte Wissenschaften, Fachhochschulen) |
| Hochschule für angewandte Wissenschaften Ansbach                                                         | BY   | Fachhochschule / HAW     | öffentlich-rechtlich        | nein            | 1996                 | 3.761              | ja (Gruppe der Hochschulen für Angewandte Wissenschaften, Fachhochschulen) |
| Technische Hochschule Aschaffenburg                                                                      | BY   | Fachhochschule / HAW     | öffentlich-rechtlich        | nein            | 1995                 | 3.424              | ja (Gruppe der Hochschulen für Angewandte Wissenschaften, Fachhochschulen) |
| Technische Hochschule Augsburg                                                                           | BY   | Fachhochschule / HAW     | öffentlich-rechtlich        | ja              | 1710                 | 6.604              | ja (Gruppe der Hochschulen für Angewandte Wissenschaften, Fachhochschulen) |
| Universität Augsburg                                                                                     | BY   | Universität              | öffentlich-rechtlich        | ja              | 1970                 | 19.975             | ja (Gruppe der Universitäten)                                              |
| Hochschule für Polizei Baden-Württemberg                                                                 | BW   | Verwaltungshochschule    | öffentlich-rechtlich        | nein            | 1979                 | 2.532              | nein                                                                       |
| Hochschule für Rechtspflege Schwetzingen                                                                 | BW   | Verwaltungshochschule    | öffentlich-rechtlich        | nein            | 1953                 | 774                | nein                                                                       |
| Hochschule für öffentliche Verwaltung und Finanzen Ludwigsburg                                           | BW   | Verwaltungshochschule    | öffentlich-rechtlich        | [ja]            | 1999                 | 2.938              | nein                                                                       |
| Hochschule für öffentliche Verwaltung Kehl                                                               | BW   | Verwaltungshochschule    | öffentlich-rechtlich        | [ja]            | 1971                 | 1.392              | nein                                                                       |
| accadis Hochschule Bad Homburg                                                                           | HE   | Fachhochschule / HAW     | privat                      | nein            | 1980                 | 474                | nein                                                                       |
| Internationale Hochschule Liebenzell (IHL)                                                               | BW   | Fachhochschule / HAW     | privat                      | nein            | 2011                 | 289                | nein                                                                       |
| Otto-Friedrich-Universität Bamberg                                                                       | BY   | Universität              | öffentlich-rechtlich        | ja              | 1647                 | 11.843             | ja (Gruppe der Universitäten)                                              |
| Hochschule für den öffentlichen Dienst in Bayern                                                         | BY   | Verwaltungshochschule    | öffentlich-rechtlich        | nein            | 1974                 | 5.061              | nein                                                                       |
| Hochschule für evangelische Kirchenmusik der Evangelisch-Lutherischen Kirche in Bayern                   | BY   | Künstlerische Hochschule | kirchlich                   | nein            | 2000                 | 34                 | nein                                                                       |
| Universität Bayreuth                                                                                     | BY   | Universität              | öffentlich-rechtlich        | ja              | 1972                 | 12.773             | ja (Gruppe der Universitäten)                                              |
| Akkon-Hochschule für Humanwissenschaften                                                                 | BE   | Fachhochschule / HAW     | privat                      | nein            | 2009                 | 1.132              | nein                                                                       |
| Alice Salomon Hochschule Berlin                                                                          | BE   | Fachhochschule / HAW     | öffentlich-rechtlich        | nein            | 1971                 | 4.328              | ja (Gruppe der Hochschulen für Angewandte Wissenschaften, Fachhochschulen) |
| bbw Hochschule                                                                                           | BE   | Fachhochschule / HAW     | privat                      | nein            | 2007                 | 1.187              | nein                                                                       |
| Bard College Berlin, A Liberal Arts University                                                           | BE   | Universität              | privat                      | nein            | 1999                 | 283                | nein                                                                       |
| Berliner Hochschule für Technik                                                                          | BE   | Fachhochschule / HAW     | öffentlich-rechtlich        | nein            | 1971                 | 13.529             | ja (Gruppe der Hochschulen für Angewandte Wissenschaften, Fachhochschulen) |
| Berlin International University of Applied Sciences                                                      | BE   | Fachhochschule / HAW     | privat                      | nein            | 2014                 | 531                | nein                                                                       |
| Barenboim-Said Akademie                                                                                  | BE   | Künstlerische Hochschule | privat                      | nein            | 2016                 | 69                 | nein                                                                       |
| BSP Business and Law School – Hochschule für Management und Recht                                        | BE   | Fachhochschule / HAW     | privat                      | nein            | 2009                 | 1.606              | nein                                                                       |
| CODE University of Applied Sciences                                                                      | BE   | Fachhochschule / HAW     | privat                      | nein            | 2017                 | 576                | nein                                                                       |
| Digital Business University of Applied Sciences                                                          | BE   | Fachhochschule / HAW     | privat                      | nein            | 2018                 | 99                 | nein                                                                       |
| DHGS Deutsche Hochschule für Gesundheit und Sport                                                        | BE   | Fachhochschule / HAW     | privat                      | nein            | 2007                 | 1.603              | nein                                                                       |
| École supérieure de commerce de Paris                                                                    | BE   | Universität              | privat                      | ja              | 1973 (1819)          | 1.205              | nein                                                                       |
| ESMT European School of Management and Technology                                                        | BE   | Universität              | privat                      | ja              | 2002                 | 588                | nein                                                                       |
| Evangelische Hochschule Berlin                                                                           | BE   | Fachhochschule / HAW     | kirchlich                   | nein            | 1904                 | 1.656              | ja (Gruppe der Hochschulen für Angewandte Wissenschaften, Fachhochschulen) |
| Touro University Berlin                                                                                  | BE   | Fachhochschule / HAW     | privat                      | nein            | 2003                 | 122                | nein                                                                       |
| Freie Universität Berlin                                                                                 | BE   | Universität              | öffentlich-rechtlich        | ja              | 1948                 | 41.548             | ja (Gruppe der Universitäten)                                              |
| Hochschule für soziale Arbeit und Pädagogik                                                              | BE   | Fachhochschule / HAW     | privat                      | nein            | 2013                 | 415                | nein                                                                       |
| Hertie School                                                                                            | BE   | Universität              | privat                      | ja              | 2003                 | 717                | nein                                                                       |
| Hochschule für Musik Hanns Eisler Berlin                                                                 | BE   | Künstlerische Hochschule | öffentlich-rechtlich        | nein            | 1950                 | 550                | ja (Gruppe der Künstlerischen Hochschulen)                                 |
| Hochschule für Schauspielkunst Ernst Busch                                                               | BE   | Künstlerische Hochschule | öffentlich-rechtlich        | nein            | 1905                 | 240                | ja (Gruppe der Künstlerischen Hochschulen)                                 |
| Media University of Applied Sciences                                                                     | BE   | Fachhochschule / HAW     | privat                      | nein            | 2008                 | 2.263              | nein                                                                       |
| Hochschule für Technik und Wirtschaft Berlin                                                             | BE   | Fachhochschule / HAW     | öffentlich-rechtlich        | nein            | 1994                 | 14.327             | ja (Gruppe der Hochschulen für Angewandte Wissenschaften, Fachhochschulen) |
| Humboldt-Universität zu Berlin                                                                           | BE   | Universität              | öffentlich-rechtlich        | ja              | 1810                 | 40.332             | ja (Gruppe der Universitäten)                                              |
| Hochschule für Wirtschaft und Recht Berlin                                                               | BE   | Fachhochschule / HAW     | öffentlich-rechtlich        | nein            | 1971                 | 11.844             | nein                                                                       |
| IB Hochschule für Gesundheit und Soziales                                                                | BE   | Fachhochschule / HAW     | privat                      | nein            | 2006                 | 776                | nein                                                                       |
| International Psychoanalytic University Berlin                                                           | BE   | Universität              | privat                      | nein            | 2009                 | 894                | nein                                                                       |
| Katholische Hochschule für Sozialwesen Berlin                                                            | BE   | Fachhochschule / HAW     | kirchlich                   | nein            | 1991                 | 1.235              | ja (Gruppe der Hochschulen für Angewandte Wissenschaften, Fachhochschulen) |
| Mediadesign Hochschule für Design und Informatik                                                         | BE   | Fachhochschule / HAW     | privat                      | nein            | 2004                 | 768                | nein                                                                       |
| Medical School Berlin – Hochschule für Gesundheit und Medizin (MSB)                                      | BE   | Fachhochschule / HAW     | privat                      | nein            | 2012                 | 2.488              | nein                                                                       |
| Psychologische Hochschule Berlin (PHB)                                                                   | BE   | Universität              | privat                      | nein            | 2010                 | 677                | nein                                                                       |
| Quadriga Hochschule Berlin                                                                               | BE   | Fachhochschule / HAW     | privat                      | nein            | 2009                 | 126                | nein                                                                       |
| Steinbeis Hochschule                                                                                     | ST   | Fachhochschule           | privat                      | nein            | 1998                 | 6.355              | nein                                                                       |
| SRH Berlin University of Applied Sciences                                                                | BE   | Fachhochschule / HAW     | privat                      | nein            | 2002                 | 2.657              | nein                                                                       |
| Technische Universität Berlin                                                                            | BE   | Universität              | öffentlich-rechtlich        | ja              | 1879                 | 34.224             | ja (Gruppe der Universitäten)                                              |
| Universität der Künste Berlin                                                                            | BE   | Künstlerische Hochschule | öffentlich-rechtlich        | ja              | 1696                 | 4.156              | ja (Gruppe der Künstlerischen Hochschulen)                                 |
| Victoria – Internationale Hochschule                                                                     | BE   | Fachhochschule / HAW     | privat                      | nein            | 2011                 | 618                | nein                                                                       |
| Kunsthochschule Berlin-Weißensee                                                                         | BE   | Künstlerische Hochschule | öffentlich-rechtlich        | nein            | 1946                 | 837                | ja (Gruppe der Künstlerischen Hochschulen)                                 |
| Hochschule Biberach                                                                                      | BW   | Fachhochschule / HAW     | öffentlich-rechtlich        | [ja]            | 1964                 | 2.397              | ja (Gruppe der Hochschulen für Angewandte Wissenschaften, Fachhochschulen) |
| Hochschule Bielefeld                                                                                     | NW   | Fachhochschule / HAW     | öffentlich-rechtlich        | [ja]            | 1971                 | 10.814             | ja (Gruppe der Hochschulen für Angewandte Wissenschaften, Fachhochschulen) |
| Fachhochschule der Diakonie – Diaconia – University of Applied Sciences                                  | NW   | Fachhochschule / HAW     | kirchlich                   | nein            | 2006                 | 797                | nein                                                                       |
| Fachhochschule des Mittelstands (FHM)                                                                    | NW   | Fachhochschule / HAW     | privat                      | nein            | 2000                 | 5.535              | nein                                                                       |
| Universität Bielefeld                                                                                    | NW   | Universität              | öffentlich-rechtlich        | ja              | 1969                 | 24.488             | ja (Gruppe der Universitäten)                                              |
| Technische Hochschule Bingen                                                                             | RP   | Fachhochschule / HAW     | öffentlich-rechtlich        | nein            | 1897                 | 2.490              | ja (Gruppe der Hochschulen für Angewandte Wissenschaften, Fachhochschulen) |
| EBZ Business School – University of Applied Sciences                                                     | NW   | Fachhochschule / HAW     | privat                      | nein            | 2008                 | 1.159              | nein                                                                       |
| Hochschule Bochum – University of Applied Sciences                                                       | NW   | Fachhochschule / HAW     | öffentlich-rechtlich        | [ja]            | 1971                 | 8.156              | ja (Gruppe der Hochschulen für Angewandte Wissenschaften, Fachhochschulen) |
| Hochschule für Gesundheit – University of Applied Sciences                                               | NW   | Fachhochschule / HAW     | öffentlich-rechtlich        | nein            | 2009                 | 1.789              | ja (Gruppe der Hochschulen für Angewandte Wissenschaften, Fachhochschulen) |
| Evangelische Hochschule Rheinland-Westfalen-Lippe                                                        | NW   | Fachhochschule / HAW     | kirchlich                   | [ja]            | 1971                 | 2.559              | ja (Gruppe der Hochschulen für Angewandte Wissenschaften, Fachhochschulen) |
| Technische Hochschule Georg Agricola                                                                     | NW   | Fachhochschule / HAW     | privat                      | [ja]            | 1816                 | 2.325              | ja (Gruppe der Hochschulen für Angewandte Wissenschaften, Fachhochschulen) |
| Ruhr-Universität Bochum                                                                                  | NW   | Universität              | öffentlich-rechtlich        | ja              | 1962                 | 42.089             | ja (Gruppe der Universitäten)                                              |
| Hochschule für Finanzwirtschaft & Management GmbH                                                        | NW   | Fachhochschule / HAW     | privat                      | nein            | 2003                 | 795                | nein                                                                       |
| Hochschule Bonn-Rhein-Sieg, University of Applied Sciences                                               | NW   | Fachhochschule / HAW     | öffentlich-rechtlich        | [ja]            | 1995                 | 9.258              | ja (Gruppe der Hochschulen für Angewandte Wissenschaften, Fachhochschulen) |
| Rheinische Friedrich-Wilhelms-Universität Bonn                                                           | NW   | Universität              | öffentlich-rechtlich        | ja              | 1818                 | 36.805             | ja (Gruppe der Universitäten)                                              |
| Fachhochschule für Finanzen des Landes Brandenburg                                                       | BB   | Verwaltungshochschule    | öffentlich-rechtlich        | nein            | 1991                 | 859                | nein                                                                       |
| Hochschule der Polizei des Landes Brandenburg                                                            | BB   | Verwaltungshochschule    | öffentlich-rechtlich        | nein            | 1998                 | 753                | nein                                                                       |
| Technische Hochschule Brandenburg                                                                        | BB   | Fachhochschule / HAW     | öffentlich-rechtlich        | nein            | 1992                 | 2.730              | ja (Gruppe der Hochschulen für Angewandte Wissenschaften, Fachhochschulen) |
| Hochschule für Bildende Künste Braunschweig                                                              | NI   | Künstlerische Hochschule | öffentlich-rechtlich        | ja              | 1963                 | 976                | ja (Gruppe der Künstlerischen Hochschulen)                                 |
| Technische Universität Carolo-Wilhelmina zu Braunschweig                                                 | NI   | Universität              | öffentlich-rechtlich        | ja              | 1745                 | 17.709             | ja (Gruppe der Universitäten)                                              |
| APOLLON Hochschule der Gesundheitswirtschaft                                                             | HB   | Fachhochschule / HAW     | privat                      | nein            | 2005                 | 3.530              | nein                                                                       |
| Hochschule Bremen                                                                                        | HB   | Fachhochschule / HAW     | öffentlich-rechtlich        | nein            | 1982                 | 8.585              | ja (Gruppe der Hochschulen für Angewandte Wissenschaften, Fachhochschulen) |
| Hochschule für Künste Bremen                                                                             | HB   | Künstlerische Hochschule | öffentlich-rechtlich        | nein            | 1873                 | 975                | ja (Gruppe der Künstlerischen Hochschulen)                                 |
| Constructor University                                                                                   | HB   | Universität              | privat                      | ja              | 1999                 | 1.619              | ja (Gruppe der Universitäten)                                              |
| Universität Bremen                                                                                       | HB   | Universität              | öffentlich-rechtlich        | ja              | 1971                 | 17.984             | ja (Gruppe der Universitäten)                                              |
| Hochschule für Öffentliche Verwaltung Bremen                                                             | HB   | Verwaltungshochschule    | öffentlich-rechtlich        | nein            | 1979                 | 643                | nein                                                                       |
| Hochschule Bremerhaven                                                                                   | HB   | Fachhochschule / HAW     | öffentlich-rechtlich        | nein            | 1975                 | 2.729              | ja (Gruppe der Hochschulen für Angewandte Wissenschaften, Fachhochschulen) |
| Europäische Fachhochschule Rhein/Erft, european university of applied sciences                           | NW   | Fachhochschule / HAW     | privat                      | nein            | 2001                 | 2.840              | nein                                                                       |
| Hochschule des Bundes für öffentliche Verwaltung                                                         | NW   | Verwaltungshochschule    | öffentlich-rechtlich        | nein            | 1978                 | 8.654              | nein                                                                       |
| hochschule 21                                                                                            | NI   | Fachhochschule / HAW     | privat                      | nein            | 2005                 | 1.084              | nein                                                                       |
| Technische Universität Chemnitz                                                                          | SN   | Universität              | öffentlich-rechtlich        | ja              | 1836                 | 9.632              | ja (Gruppe der Universitäten)                                              |
| Technische Universität Clausthal                                                                         | NI   | Universität              | öffentlich-rechtlich        | ja              | 1775                 | 3.446              | ja (Gruppe der Universitäten)                                              |
| Hochschule für angewandte Wissenschaften Coburg                                                          | BY   | Fachhochschule / HAW     | öffentlich-rechtlich        | nein            | 1814                 | 5.025              | ja (Gruppe der Hochschulen für Angewandte Wissenschaften, Fachhochschulen) |
| Brandenburgische Technische Universität Cottbus-Senftenberg                                              | BB   | Universität              | öffentlich-rechtlich        | ja              | 2013                 | 6.601              | ja (Gruppe der Universitäten)                                              |
| Evangelische Hochschule Darmstadt                                                                        | HE   | Fachhochschule / HAW     | kirchlich                   | nein            | 1971                 | 1.478              | ja (Gruppe der Hochschulen für Angewandte Wissenschaften, Fachhochschulen) |
| Wilhelm Büchner Hochschule – Private Fernhochschule Darmstadt                                            | HE   | Fachhochschule / HAW     | privat                      | nein            | 1997                 | 5.442              | nein                                                                       |
| Hochschule Darmstadt                                                                                     | HE   | Fachhochschule / HAW     | öffentlich-rechtlich        | ja              | 1971                 | 16.180             | ja (Gruppe der Hochschulen für Angewandte Wissenschaften, Fachhochschulen) |
| Technische Universität Darmstadt                                                                         | HE   | Universität              | öffentlich-rechtlich        | ja              | 1877                 | 24.969             | ja (Gruppe der Universitäten)                                              |
| Technische Hochschule Deggendorf                                                                         | BY   | Fachhochschule / HAW     | öffentlich-rechtlich        | nein            | 1994                 | 8.173              | ja (Gruppe der Hochschulen für Angewandte Wissenschaften, Fachhochschulen) |
| Hochschule für Musik Detmold                                                                             | NW   | Künstlerische Hochschule | öffentlich-rechtlich        | ja              | 1946                 | 636                | ja (Gruppe der Künstlerischen Hochschulen)                                 |
| Fachhochschule Dortmund                                                                                  | NW   | Fachhochschule / HAW     | öffentlich-rechtlich        | [ja]            | 1890                 | 14.740             | ja (Gruppe der Hochschulen für Angewandte Wissenschaften, Fachhochschulen) |
| International School of Management                                                                       | NW   | Fachhochschule / HAW     | privat                      | nein            | 1990                 | 3.377              | nein                                                                       |
| Technische Universität Dortmund                                                                          | NW   | Universität              | öffentlich-rechtlich        | ja              | 1968                 | 32.228             | ja (Gruppe der Universitäten)                                              |
| DIU – Dresden International University GmbH                                                              | SN   | Universität              | privat                      | nein            | 2003                 | 1.580              | nein                                                                       |
| Evangelische Hochschule Dresden                                                                          | SN   | Fachhochschule / HAW     | kirchlich                   | nein            | 1991                 | 863                | nein                                                                       |
| Hochschule für Bildende Künste Dresden                                                                   | SN   | Künstlerische Hochschule | öffentlich-rechtlich        | ja              | 1764                 | 545                | ja (Gruppe der Künstlerischen Hochschulen)                                 |
| Hochschule für Kirchenmusik der Evangelisch-Lutherischen Landeskirche Sachsens                           | SN   | Künstlerische Hochschule | kirchlich                   | nein            | 1949                 | 1.114              | nein                                                                       |
| Hochschule für Musik Carl Maria von Weber Dresden                                                        | SN   | Künstlerische Hochschule | öffentlich-rechtlich        | ja              | 1856                 | 31                 | ja (Gruppe der Künstlerischen Hochschulen)                                 |
| Palucca Hochschule für Tanz Dresden                                                                      | SN   | Künstlerische Hochschule | öffentlich-rechtlich        | nein            | 1925                 | 751                | ja (Gruppe der Künstlerischen Hochschulen)                                 |
| Hochschule für Technik und Wirtschaft Dresden – University of Applied Sciences                           | SN   | Fachhochschule / HAW     | öffentlich-rechtlich        | nein            | 1992                 | 4.846              | ja (Gruppe der Hochschulen für Angewandte Wissenschaften, Fachhochschulen) |
| Fachhochschule Dresden                                                                                   | SN   | Fachhochschule / HAW     | privat                      | nein            | 2010                 | 545                | nein                                                                       |
| Technische Universität Dresden                                                                           | SN   | Universität              | öffentlich-rechtlich        | ja              | 1828                 | 28.918             | ja (Gruppe der Universitäten)                                              |
| Universität Duisburg-Essen                                                                               | NW   | Universität              | öffentlich-rechtlich        | ja              | 2003                 | 41.421             | ja (Gruppe der Universitäten)                                              |
| Fliedner Fachhochschule Düsseldorf                                                                       | NW   | Fachhochschule / HAW     | privat                      | nein            | 2011                 | 2.146              | nein                                                                       |
| Hochschule Düsseldorf                                                                                    | NW   | Fachhochschule / HAW     | öffentlich-rechtlich        | [ja]            | 1971                 | 11.170             | ja (Gruppe der Hochschulen für Angewandte Wissenschaften, Fachhochschulen) |
| Robert-Schumann-Hochschule Düsseldorf                                                                    | NW   | Künstlerische Hochschule | öffentlich-rechtlich        | ja              | 1935                 | 923                | ja (Gruppe der Künstlerischen Hochschulen)                                 |
| IST-Hochschule für Management                                                                            | NW   | Fachhochschule / HAW     | privat                      | nein            | 2013                 | 3.957              | nein                                                                       |
| Kunstakademie Düsseldorf                                                                                 | NW   | Künstlerische Hochschule | öffentlich-rechtlich        | ja              | 1814                 | 577                | ja (Gruppe der Künstlerischen Hochschulen)                                 |
| Heinrich-Heine-Universität Düsseldorf                                                                    | NW   | Universität              | öffentlich-rechtlich        | ja              | 1965                 | 33.943             | ja (Gruppe der Universitäten)                                              |
| Hochschule für nachhaltige Entwicklung Eberswalde                                                        | BB   | Fachhochschule / HAW     | öffentlich-rechtlich        | nein            | 1830                 | 2.324              | ja (Gruppe der Hochschulen für Angewandte Wissenschaften, Fachhochschulen) |
| Katholische Universität Eichstätt-Ingolstadt                                                             | BY   | Universität              | kirchlich                   | ja              | 1980                 | 5.005              | ja (Gruppe der Universitäten)                                              |
| Nordakademie Hochschule der Wirtschaft                                                                   | SH   | Fachhochschule / HAW     | privat                      | nein            | 1992                 | 2.615              | nein                                                                       |
| Theologische Hochschule Elstal                                                                           | BB   | Fachhochschule / HAW     | kirchlich                   | nein            | 1880                 | 59                 | nein                                                                       |
| Hochschule Emden/Leer                                                                                    | NI   | Fachhochschule / HAW     | öffentlich-rechtlich        | nein            | 2009                 | 4.481              | ja (Gruppe der Hochschulen für Angewandte Wissenschaften, Fachhochschulen) |
| Fachhochschule Erfurt                                                                                    | TH   | Fachhochschule / HAW     | öffentlich-rechtlich        | nein            | 1991                 | 4.218              | ja (Gruppe der Hochschulen für Angewandte Wissenschaften, Fachhochschulen) |
| IU Internationale Hochschule                                                                             | TH   | Fachhochschule / HAW     | privat                      | nein            | 1998                 | 85.483             | ja (Gruppe der Hochschulen für Angewandte Wissenschaften, Fachhochschulen) |
| Universität Erfurt                                                                                       | TH   | Universität              | öffentlich-rechtlich        | ja              | 1379/1389/1392/ 1994 | 6.052              | ja (Gruppe der Universitäten)                                              |
| Friedrich-Alexander-Universität Erlangen-Nürnberg                                                        | BY   | Universität              | öffentlich-rechtlich        | ja              | 1743                 | 39.658             | ja (Gruppe der Universitäten)                                              |
| FOM Hochschule für Oekonomie & Management – University of Applied Sciences                               | NW   | Fachhochschule / HAW     | privat                      | nein            | 1993                 | 53.836             | nein                                                                       |
| Europäische Hochschule für Innovation und Perspektive (EHiP)                                             | BW   | Fachhochschule / HAW     | privat                      | nein            | 2022                 | keine Angabe       | nein                                                                       |
| Hochschule der bildenden Künste (HBK) Essen                                                              | NW   | Künstlerische Hochschule | privat                      | nein            | 2013                 | 254                | nein                                                                       |
| Folkwang Universität der Künste                                                                          | NW   | Künstlerische Hochschule | öffentlich-rechtlich        | ja              | 1927                 | 1.728              | ja (Gruppe der Künstlerischen Hochschulen)                                 |
| Hochschule Esslingen                                                                                     | BW   | Fachhochschule / HAW     | öffentlich-rechtlich        | [ja]            | 1868                 | 6.436              | ja (Gruppe der Hochschulen für Angewandte Wissenschaften, Fachhochschulen) |
| Theologisches Seminar Ewersbach                                                                          | HE   | Fachhochschule / HAW     | kirchlich                   | nein            | 1912                 | 77                 | nein                                                                       |
| Hochschule Flensburg                                                                                     | SH   | Fachhochschule / HAW     | öffentlich-rechtlich        | nein            | 1886                 | 3.516              | ja (Gruppe der Hochschulen für Angewandte Wissenschaften, Fachhochschulen) |
| Europa-Universität Flensburg                                                                             | SH   | Universität              | öffentlich-rechtlich        | ja              | 1946                 | 6.390              | ja (Gruppe der Universitäten)                                              |
| Frankfurt University of Applied Sciences                                                                 | HE   | Fachhochschule / HAW     | öffentlich-rechtlich        | ja              | 1971                 | 15.362             | ja (Gruppe der Hochschulen für Angewandte Wissenschaften, Fachhochschulen) |
| Provadis School of International Management and Technology                                               | HE   | Fachhochschule / HAW     | privat                      | nein            | 2003                 | 1.014              | nein                                                                       |
| Frankfurt School of Finance & Management                                                                 | HE   | Universität              | privat                      | ja              | 1990                 | 3.389              | nein                                                                       |
| Hochschule für Bildende Künste (Städelschule)                                                            | HE   | Künstlerische Hochschule | öffentlich-rechtlich        | nein            | 1817                 | 117                | ja (Gruppe der Künstlerischen Hochschulen)                                 |
| Hochschule für Musik und Darstellende Kunst Frankfurt am Main                                            | HE   | Künstlerische Hochschule | öffentlich-rechtlich        | ja              | 1878                 | 916                | ja (Gruppe der Künstlerischen Hochschulen)                                 |
| Philosophisch-Theologische Hochschule Sankt Georgen Frankfurt am Main                                    | HE   | Universität              | kirchlich                   | ja              | 1926                 | 236                | ja (Gruppe der Philosophisch-Theologischen und Kirchlichen Hochschulen)    |
| Johann Wolfgang Goethe-Universität Frankfurt am Main                                                     | HE   | Universität              | öffentlich-rechtlich        | ja              | 1914                 | 43.461             | ja (Gruppe der Universitäten)                                              |
| University of Labour                                                                                     | HE   | Fachhochschule / HAW     | privat                      | nein            | 2021                 | 11                 | nein                                                                       |
| Europa-Universität Viadrina Frankfurt (Oder)                                                             | BB   | Universität              | öffentlich-rechtlich        | ja              | 1991                 | 5.207              | ja (Gruppe der Universitäten)                                              |
| Technische Universität Bergakademie Freiberg                                                             | SN   | Universität              | öffentlich-rechtlich        | ja              | 1765                 | 3.560              | ja (Gruppe der Universitäten)                                              |
| Evangelische Hochschule Freiburg                                                                         | BW   | Fachhochschule / HAW     | kirchlich                   | nein            | 1971                 | 910                | ja (Gruppe der Hochschulen für Angewandte Wissenschaften, Fachhochschulen) |
| Hochschule für Musik Freiburg im Breisgau                                                                | BW   | Künstlerische Hochschule | öffentlich-rechtlich        | ja              | 1946                 | 564                | ja (Gruppe der Künstlerischen Hochschulen)                                 |
| Katholische Hochschule Freiburg                                                                          | BW   | Fachhochschule / HAW     | kirchlich                   | [ja]            | 1971                 | 1.838              | ja (Gruppe der Hochschulen für Angewandte Wissenschaften, Fachhochschulen) |
| Pädagogische Hochschule Freiburg                                                                         | BW   | Universität              | öffentlich-rechtlich        | ja              | 1962                 | 4.972              | ja (Gruppe Pädagogischen Hochschulen)                                      |
| Albert-Ludwigs-Universität Freiburg im Breisgau                                                          | BW   | Universität              | öffentlich-rechtlich        | ja              | 1457                 | 23.938             | ja (Gruppe der Universitäten)                                              |
| Theologische Hochschule Friedensau                                                                       | ST   | Universität              | kirchlich                   | nein            | 1899                 | 210                | nein                                                                       |
| Zeppelin Universität – Hochschule zwischen Wirtschaft, Kultur und Politik                                | BW   | Universität              | privat                      | ja              | 2003                 | 763                | nein                                                                       |
| Hochschule Fulda – University of Applied Sciences                                                        | HE   | Fachhochschule / HAW     | öffentlich-rechtlich        | ja              | 1974                 | 9.289              | ja (Gruppe der Hochschulen für Angewandte Wissenschaften, Fachhochschulen) |
| Theologische Fakultät Fulda                                                                              | HE   | Universität              | kirchlich                   | ja              | 1734                 | 36                 | ja (Gruppe der Philosophisch-Theologischen und Kirchlichen Hochschulen)    |
| SRH Wilhelm Löhe Hochschule                                                                              | BY   | Fachhochschule / HAW     | privat                      | nein            | 2012                 | 372                | nein                                                                       |
| Hochschule Furtwangen – Informatik, Technik, Wirtschaft, Medien, Gesundheit                              | BW   | Fachhochschule / HAW     | öffentlich-rechtlich        | [ja]            | 1850                 | 5.700              | ja (Gruppe der Hochschulen für Angewandte Wissenschaften, Fachhochschulen) |
| Hochschule Geisenheim                                                                                    | HE   | Hochschule eigenen Typs  | öffentlich-rechtlich        | ja              | 2013                 | 1.817              | ja (Gruppe der sonstigen Hochschulen)                                      |
| Duale Hochschule Gera-Eisenach                                                                           | TH   | Hochschule eigenen Typs  | öffentlich-rechtlich        | nein            | 2016                 | 1.390              | ja (Gruppe der sonstigen Hochschulen)                                      |
| SRH Hochschule für Gesundheit                                                                            | TH   | Fachhochschule / HAW     | privat                      | nein            | 2007                 | 1.465              | nein                                                                       |
| Freie Theologische Hochschule Gießen                                                                     | HE   | Fachhochschule / HAW     | privat                      | nein            | 1974                 | 196                | nein                                                                       |
| Justus-Liebig-Universität Gießen                                                                         | HE   | Universität              | öffentlich-rechtlich        | ja              | 1607                 | 27.184             | ja (Gruppe der Universitäten)                                              |
| PFH – Private Hochschule Göttingen                                                                       | NI   | Fachhochschule / HAW     | privat                      | nein            | 1995                 | 4.226              | nein                                                                       |
| Georg-August-Universität Göttingen                                                                       | NI   | Universität              | öffentlich-rechtlich        | ja              | 1737                 | 28.614             | ja (Gruppe der Universitäten)                                              |
| Universität Greifswald                                                                                   | MV   | Universität              | öffentlich-rechtlich        | ja              | 1456                 | 10.366             | ja (Gruppe der Universitäten)                                              |
| Hochschule der Deutschen Bundesbank                                                                      | RP   | Verwaltungshochschule    | öffentlich-rechtlich        | nein            | 1980                 | 429                | nein                                                                       |
| Fernuniversität in Hagen                                                                                 | NW   | Universität              | öffentlich-rechtlich        | ja              | 1974                 | 67.689             | ja (Gruppe der Universitäten)                                              |
| Evangelische Hochschule für Kirchenmusik                                                                 | ST   | Künstlerische Hochschule | kirchlich                   | nein            | 1926                 | 53                 | nein                                                                       |
| Burg Giebichenstein Kunsthochschule Halle                                                                | ST   | Künstlerische Hochschule | öffentlich-rechtlich        | ja              | 1915                 | 1.166              | ja (Gruppe der Künstlerischen Hochschulen)                                 |
| Martin-Luther-Universität Halle-Wittenberg                                                               | ST   | Universität              | öffentlich-rechtlich        | ja              | 1502                 | 20.758             | ja (Gruppe der Universitäten)                                              |
| Norddeutsche Akademie für Finanzen und Steuerrecht                                                       | HH   | Verwaltungshochschule    | öffentlich-rechtlich        | nein            | 2010                 | 346                | nein                                                                       |
| Akademie der Polizei Hamburg                                                                             | HH   | Verwaltungshochschule    | öffentlich-rechtlich        | nein            | 2013                 | 703                | nein                                                                       |
| Berufliche Hochschule Hamburg (BHH)                                                                      | HH   | Hochschule eigenen Typs  | öffentlich-rechtlich        | nein            | 2020                 | 100                | nein                                                                       |
| Bucerius Law School                                                                                      | HH   | Universität              | privat                      | ja              | 2000                 | 861                | ja (Gruppe der sonstigen Hochschulen)                                      |
| Europäische Fernhochschule Hamburg                                                                       | HH   | Fachhochschule / HAW     | privat                      | nein            | 2003                 | 9.417              | nein                                                                       |
| Evangelische Hochschule für Soziale Arbeit & Diakonie                                                    | HH   | Fachhochschule / HAW     | kirchlich                   | nein            | 1971                 | 686                | ja (Gruppe der Hochschulen für Angewandte Wissenschaften, Fachhochschulen) |
| Hamburger Fern-Hochschule, gemeinnützige GmbH                                                            | HH   | Fachhochschule / HAW     | privat                      | nein            | 1997                 | 13.629             | nein                                                                       |
| Brand University of Applied Sciences                                                                     | HH   | Fachhochschule / HAW     | privat                      | nein            | 2010                 | 350                | nein                                                                       |
| Hochschule für Angewandte Wissenschaften Hamburg                                                         | HH   | Fachhochschule / HAW     | öffentlich-rechtlich        | nein            | 1970                 | 16.827             | nein                                                                       |
| HafenCity Universität Hamburg                                                                            | HH   | Universität              | öffentlich-rechtlich        | ja              | 2006                 | 2.459              | ja (Gruppe der Universitäten)                                              |
| Hochschule für Bildende Künste Hamburg                                                                   | HH   | Künstlerische Hochschule | öffentlich-rechtlich        | ja              | 1767                 | 951                | ja (Gruppe der Künstlerischen Hochschulen)                                 |
| Hochschule für Musik und Theater Hamburg                                                                 | HH   | Künstlerische Hochschule | öffentlich-rechtlich        | ja              | 1950                 | 1.485              | ja (Gruppe der Künstlerischen Hochschulen)                                 |
| HSBA Hamburg School of Business Administration                                                           | HH   | Fachhochschule / HAW     | privat                      | nein            | 2004                 | 1.009              | nein                                                                       |
| Kühne Logistics University – Wissenschaftliche Hochschule für Logistik und Unternehmensführung           | HH   | Universität              | privat                      | ja              | 2010                 | 379                | nein                                                                       |
| MSH Medical School Hamburg – University of Applied Sciences and Medical University                       | HH   | Hochschule eigenen Typs  | privat                      | nein            | 2009                 | 4.303              | nein                                                                       |
| NBS Northern Business School – University of Applied Sciences                                            | HH   | Fachhochschule / HAW     | privat                      | nein            | 2007                 | 899                | nein                                                                       |
| Technische Universität Hamburg                                                                           | HH   | Universität              | öffentlich-rechtlich        | ja              | 1978                 | 7.976              | ja (Gruppe der Universitäten)                                              |
| Universität Hamburg                                                                                      | HH   | Universität              | öffentlich-rechtlich        | ja              | 1919                 | 43.103             | ja (Gruppe der Universitäten)                                              |
| Helmut-Schmidt-Universität/Universität der Bundeswehr Hamburg                                            | HH   | Universität              | öffentlich-rechtlich        | ja              | 1972                 | 2.863              | ja (Gruppe der Universitäten)                                              |
| Hochschule Hamm-Lippstadt                                                                                | NW   | Fachhochschule / HAW     | öffentlich-rechtlich        | [ja]            | 2009                 | 5.971              | ja (Gruppe der Hochschulen für Angewandte Wissenschaften, Fachhochschulen) |
| Fachhochschule für die Wirtschaft Hannover                                                               | NI   | Fachhochschule / HAW     | privat                      | nein            | 1996                 | 641                | nein                                                                       |
| Hochschule Hannover                                                                                      | NI   | Fachhochschule / HAW     | öffentlich-rechtlich        | nein            | 1971                 | 9.209              | ja (Gruppe der Hochschulen für Angewandte Wissenschaften, Fachhochschulen) |
| Hochschule für Musik, Theater und Medien Hannover                                                        | NI   | Künstlerische Hochschule | öffentlich-rechtlich        | ja              | 1897                 | 1.409              | ja (Gruppe der Künstlerischen Hochschulen)                                 |
| Leibniz-Fachhochschule                                                                                   | NI   | Fachhochschule / HAW     | privat                      | nein            | 1920                 | 589                | nein                                                                       |
| Medizinische Hochschule Hannover (MHH)                                                                   | NI   | Universität              | öffentlich-rechtlich        | ja              | 1963                 | 3.778              | ja (Gruppe der Universitäten)                                              |
| Stiftung Tierärztliche Hochschule Hannover                                                               | NI   | Universität              | öffentlich-rechtlich        | ja              | 1778                 | 2.381              | ja (Gruppe der Universitäten)                                              |
| Gottfried Wilhelm Leibniz Universität Hannover                                                           | NI   | Universität              | öffentlich-rechtlich        | ja              | 1831                 | 28.935             | ja (Gruppe der Universitäten)                                              |
| Hochschule Harz, Hochschule für angewandte Wissenschaften (FH)                                           | ST   | Fachhochschule / HAW     | öffentlich-rechtlich        | ja              | 1991                 | 3.183              | ja (Gruppe der Hochschulen für Angewandte Wissenschaften, Fachhochschulen) |
| SRH Hochschule Heidelberg                                                                                | BW   | Fachhochschule / HAW     | privat                      | nein            | 1969                 | 3.244              | ja (Gruppe der Hochschulen für Angewandte Wissenschaften, Fachhochschulen) |
| Hochschule für Jüdische Studien Heidelberg                                                               | BW   | Universität              | privat                      | ja              | 1979                 | 111                | ja (Gruppe der Philosophisch-Theologischen und Kirchlichen Hochschulen)    |
| Hochschule für Kirchenmusik der Evangelischen Landeskirche in Baden                                      | BW   | Künstlerische Hochschule | kirchlich                   | nein            | 1931                 | 46                 | nein                                                                       |
| Hochschule Fresenius Heidelberg                                                                          | BW   | Fachhochschule / HAW     | privat                      | nein            | 2012                 | 687                | nein                                                                       |
| Pädagogische Hochschule Heidelberg                                                                       | BW   | Universität              | öffentlich-rechtlich        | ja              | 1904                 | 5.110              | ja (Gruppe Pädagogischen Hochschulen)                                      |
| Ruprecht-Karls-Universität Heidelberg                                                                    | BW   | Universität              | öffentlich-rechtlich        | ja              | 1386                 | 28.448             | ja (Gruppe der Universitäten)                                              |
| Hochschule Heilbronn, Technik, Wirtschaft, Informatik                                                    | BW   | Fachhochschule / HAW     | öffentlich-rechtlich        | [ja]            | 1961                 | 8.539              | ja (Gruppe der Hochschulen für Angewandte Wissenschaften, Fachhochschulen) |
| Hochschule für Kirchenmusik der Evangelischen Kirche von Westfalen                                       | NW   | Künstlerische Hochschule | kirchlich                   | nein            | 1948                 | 56                 | nein                                                                       |
| Fachhochschule für Interkulturelle Theologie Hermannsburg                                                | NI   | Fachhochschule / HAW     | privat                      | nein            | 2012                 | 91                 | nein                                                                       |
| Hessische Hochschule für Finanzen und Rechtspflege Rotenburg a.d. Fulda                                  | HE   | Verwaltungshochschule    | öffentlich-rechtlich        | nein            | 2006                 | 2.067              | nein                                                                       |
| Hessische Hochschule für Polizei und Verwaltung                                                          | HE   | Verwaltungshochschule    | öffentlich-rechtlich        | nein            | 1980                 | 4.394              | nein                                                                       |
| Universität Hildesheim                                                                                   | NI   | Universität              | öffentlich-rechtlich        | ja              | 1978                 | 8.378              | ja (Gruppe der Universitäten)                                              |
| HAWK Hochschule für angewandte Wissenschaft und Kunst Hildesheim/Holzminden/Göttingen                    | NI   | Fachhochschule / HAW     | öffentlich-rechtlich        | nein            | 1971                 | 6.495              | ja (Gruppe der Hochschulen für Angewandte Wissenschaften, Fachhochschulen) |
| Hochschule für Angewandte Wissenschaften Hof                                                             | BY   | Fachhochschule / HAW     | öffentlich-rechtlich        | nein            | 1994                 | 3.650              | ja (Gruppe der Hochschulen für Angewandte Wissenschaften, Fachhochschulen) |
| Universität Hohenheim                                                                                    | BW   | Universität              | öffentlich-rechtlich        | ja              | 1818                 | 8.392              | ja (Gruppe der Universitäten)                                              |
| Hochschule Fresenius                                                                                     | HE   | Fachhochschule / HAW     | privat                      | nein            | 1848                 | 17.045             | nein                                                                       |
| Technische Universität Ilmenau                                                                           | TH   | Universität              | öffentlich-rechtlich        | ja              | 1894                 | 4.889              | ja (Gruppe der Universitäten)                                              |
| Technische Hochschule Ingolstadt                                                                         | BY   | Fachhochschule / HAW     | öffentlich-rechtlich        | nein            | 1994                 | 6.342              | ja (Gruppe der Hochschulen für Angewandte Wissenschaften, Fachhochschulen) |
| Hochschule für angewandtes Management                                                                    | BY   | Fachhochschule / HAW     | privat                      | nein            | 2004                 | 3.936              | nein                                                                       |
| Ernst-Abbe-Hochschule Jena – University of Applied Sciences                                              | TH   | Fachhochschule / HAW     | öffentlich-rechtlich        | nein            | 1991                 | 4.534              | ja (Gruppe der Hochschulen für Angewandte Wissenschaften, Fachhochschulen) |
| Friedrich-Schiller-Universität Jena                                                                      | TH   | Universität              | öffentlich-rechtlich        | ja              | 1558                 | 17.345             | ja (Gruppe der Universitäten)                                              |
| Hochschule Kaiserslautern (University of Applied Sciences)                                               | RP   | Fachhochschule / HAW     | öffentlich-rechtlich        | nein            | 1971                 | 6.178              | ja (Gruppe der Hochschulen für Angewandte Wissenschaften, Fachhochschulen) |
| Staatliche Akademie der Bildenden Künste Karlsruhe                                                       | BW   | Künstlerische Hochschule | öffentlich-rechtlich        | ja              | 1854                 | 341                | ja (Gruppe der Künstlerischen Hochschulen)                                 |
| Hochschule Karlsruhe – Technik und Wirtschaft                                                            | BW   | Fachhochschule / HAW     | öffentlich-rechtlich        | [ja]            | 1878                 | 7.263              | ja (Gruppe der Hochschulen für Angewandte Wissenschaften, Fachhochschulen) |
| Staatliche Hochschule für Gestaltung Karlsruhe                                                           | BW   | Künstlerische Hochschule | öffentlich-rechtlich        | ja              | 1992                 | 390                | ja (Gruppe der Künstlerischen Hochschulen)                                 |
| Hochschule für Musik Karlsruhe                                                                           | BW   | Künstlerische Hochschule | öffentlich-rechtlich        | ja              | 1812                 | 568                | ja (Gruppe der Künstlerischen Hochschulen)                                 |
| Karlshochschule International University                                                                 | BW   | Fachhochschule / HAW     | privat                      | nein            | 2005                 | 490                | nein                                                                       |
| Pädagogische Hochschule Karlsruhe                                                                        | BW   | Universität              | öffentlich-rechtlich        | ja              | 1962                 | 3.533              | ja (Gruppe Pädagogischen Hochschulen)                                      |
| Karlsruher Institut für Technologie                                                                      | BW   | Universität              | öffentlich-rechtlich        | ja              | 2009                 | 21.850             | ja (Gruppe der Universitäten)                                              |
| CVJM-Hochschule Kassel                                                                                   | HE   | Fachhochschule / HAW     | privat                      | nein            | 2009                 | 464                | nein                                                                       |
| Universität Kassel                                                                                       | HE   | Universität              | öffentlich-rechtlich        | ja              | 1971                 | 23.552             | ja (Gruppe der Universitäten)                                              |
| Hochschule für angewandte Wissenschaften Kempten                                                         | BY   | Fachhochschule / HAW     | öffentlich-rechtlich        | nein            | 1977                 | 5.337              | ja (Gruppe der Hochschulen für Angewandte Wissenschaften, Fachhochschulen) |
| Fachhochschule Kiel                                                                                      | SH   | Fachhochschule / HAW     | öffentlich-rechtlich        | nein            | 1969                 | 7.858              | ja (Gruppe der Hochschulen für Angewandte Wissenschaften, Fachhochschulen) |
| Muthesius Kunsthochschule                                                                                | SH   | Künstlerische Hochschule | öffentlich-rechtlich        | ja              | 1994                 | 649                | ja (Gruppe der Künstlerischen Hochschulen)                                 |
| Christian-Albrechts-Universität zu Kiel                                                                  | SH   | Universität              | öffentlich-rechtlich        | ja              | 1665                 | 27.468             | ja (Gruppe der Universitäten)                                              |
| Hochschule für Gesellschaftsgestaltung                                                                   | RP   | Hochschule eigenen Typs  | privat                      | nein            | 2015                 | 146                | nein                                                                       |
| Hochschule Koblenz                                                                                       | RP   | Fachhochschule / HAW     | öffentlich-rechtlich        | nein            | 1996                 | 9.621              | ja (Gruppe der Hochschulen für Angewandte Wissenschaften, Fachhochschulen) |
| Universität Koblenz                                                                                      | RP   | Universität              | öffentlich-rechtlich        | ja              | 2023                 | 9.400              | ja (Gruppe der Universitäten)                                              |
| Rheinland-Pfälzische Technische Universität Kaiserslautern-Landau                                        | RP   | Universität              | öffentlich-rechtlich        | ja              | 2023                 | 20.000             | ja (Gruppe der Universitäten)                                              |
| CBS International Business School – University of Applied Sciences                                       | NW   | Fachhochschule / HAW     | privat                      | nein            | 1993                 | 1.814              | nein                                                                       |
| Deutsche Sporthochschule Köln                                                                            | NW   | Universität              | öffentlich-rechtlich        | ja              | 1947                 | 5.808              | ja (Gruppe der Universitäten)                                              |
| Hochschule für Musik und Tanz Köln                                                                       | NW   | Künstlerische Hochschule | öffentlich-rechtlich        | ja              | 1845                 | 1.502              | ja (Gruppe der Künstlerischen Hochschulen)                                 |
| HSD Hochschule Döpfer                                                                                    | NW   | Fachhochschule / HAW     | privat                      | nein            | 2013                 | 843                | nein                                                                       |
| Kölner Hochschule für Katholische Theologie (KHKT)                                                       | NW   | Universität              | kirchlich                   | ja              | 1925                 | 59                 | nein                                                                       |
| Kolping Hochschule                                                                                       | NW   | Fachhochschule / HAW     | privat                      | nein            | 2019                 | 19                 | nein                                                                       |
| Kunsthochschule für Medien Köln                                                                          | NW   | Künstlerische Hochschule | öffentlich-rechtlich        | ja              | 1990                 | 398                | ja (Gruppe der Künstlerischen Hochschulen)                                 |
| Rheinische Hochschule Köln                                                                               | NW   | HAW                      | [ja]                        | nein            | 1958                 | 6.167              | ja (Gruppe der Hochschulen für Angewandte Wissenschaften, Fachhochschulen) |
| Technische Hochschule Köln                                                                               | NW   | Fachhochschule / HAW     | öffentlich-rechtlich        | [ja]            | 1971                 | 25.672             | ja (Gruppe der Hochschulen für Angewandte Wissenschaften, Fachhochschulen) |
| Universität zu Köln                                                                                      | NW   | Universität              | öffentlich-rechtlich        | ja              | 1388/1919            | 47.228             | ja (Gruppe der Universitäten)                                              |
| Allensbach Hochschule                                                                                    | BW   | Fachhochschule / HAW     | privat                      | nein            | 1996                 | 498                | nein                                                                       |
| Hochschule Konstanz Technik, Wirtschaft und Gestaltung                                                   | BW   | Fachhochschule / HAW     | öffentlich-rechtlich        | [ja]            | 1906                 | 4.670              | ja (Gruppe der Hochschulen für Angewandte Wissenschaften, Fachhochschulen) |
| Universität Konstanz                                                                                     | BW   | Universität              | öffentlich-rechtlich        | ja              | 1966                 | 10.939             | ja (Gruppe der Universitäten)                                              |
| Hochschule für angewandte Wissenschaften Landshut                                                        | BY   | Fachhochschule / HAW     | öffentlich-rechtlich        | nein            | 1978                 | 4.533              | ja (Gruppe der Hochschulen für Angewandte Wissenschaften, Fachhochschulen) |
| Hochschule für Grafik und Buchkunst Leipzig                                                              | SN   | Künstlerische Hochschule | öffentlich-rechtlich        | ja              | 1764                 | 170                | ja (Gruppe der Künstlerischen Hochschulen)                                 |
| HHL Leipzig Graduate School of Management                                                                | SN   | Universität              | privat                      | ja              | 1898                 | 747                | ja (Gruppe der sonstigen Hochschulen)                                      |
| Hochschule für Musik und Theater Felix Mendelssohn Bartholdy Leipzig                                     | SN   | Künstlerische Hochschule | öffentlich-rechtlich        | ja              | 1843                 | 536                | ja (Gruppe der Künstlerischen Hochschulen)                                 |
| Hochschule für Technik, Wirtschaft und Kultur Leipzig                                                    | SN   | Fachhochschule / HAW     | öffentlich-rechtlich        | nein            | 1992                 | 6.823              | ja (Gruppe der Hochschulen für Angewandte Wissenschaften, Fachhochschulen) |
| Universität Leipzig                                                                                      | SN   | Universität              | öffentlich-rechtlich        | ja              | 1409                 | 29.579             | ja (Gruppe der Universitäten)                                              |
| Musikhochschule Lübeck                                                                                   | SH   | Künstlerische Hochschule | öffentlich-rechtlich        | ja              | 1911                 | 417                | ja (Gruppe der Künstlerischen Hochschulen)                                 |
| Technische Hochschule Lübeck                                                                             | SH   | Fachhochschule / HAW     | öffentlich-rechtlich        | nein            | 1808                 | 5.271              | ja (Gruppe der Hochschulen für Angewandte Wissenschaften, Fachhochschulen) |
| Universität zu Lübeck                                                                                    | SH   | Universität              | öffentlich-rechtlich        | ja              | 1964                 | 6.004              | ja (Gruppe der Universitäten)                                              |
| Evangelische Hochschule Ludwigsburg                                                                      | BW   | Fachhochschule / HAW     | kirchlich                   | [ja]            | 1999                 | 1.282              | ja (Gruppe der Hochschulen für Angewandte Wissenschaften, Fachhochschulen) |
| Pädagogische Hochschule Ludwigsburg                                                                      | BW   | Universität              | öffentlich-rechtlich        | ja              | 1962                 | 6.223              | ja (Gruppe Pädagogischen Hochschulen)                                      |
| Hochschule für Wirtschaft und Gesellschaft Ludwigshafen                                                  | RP   | Fachhochschule / HAW     | öffentlich-rechtlich        | nein            | 1965                 | 4.774              | ja (Gruppe der Hochschulen für Angewandte Wissenschaften, Fachhochschulen) |
| Leuphana Universität Lüneburg                                                                            | NI   | Universität              | öffentlich-rechtlich        | ja              | 1946                 | 9.497              | ja (Gruppe der Universitäten)                                              |
| Hochschule Magdeburg-Stendal                                                                             | ST   | Fachhochschule / HAW     | öffentlich-rechtlich        | ja              | 1991                 | 5.481              | ja (Gruppe der Hochschulen für Angewandte Wissenschaften, Fachhochschulen) |
| Otto-von-Guericke-Universität Magdeburg                                                                  | ST   | Universität              | öffentlich-rechtlich        | ja              | 1993                 | 13.143             | ja (Gruppe der Universitäten)                                              |
| Hochschule Mainz                                                                                         | RP   | Fachhochschule / HAW     | öffentlich-rechtlich        | nein            | 1996                 | 5.792              | ja (Gruppe der Hochschulen für Angewandte Wissenschaften, Fachhochschulen) |
| Katholische Hochschule Mainz Catholic University of Applied Sciences                                     | RP   | Fachhochschule / HAW     | kirchlich                   | nein            | 1972                 | 1.545              | ja (Gruppe der Hochschulen für Angewandte Wissenschaften, Fachhochschulen) |
| Johannes Gutenberg-Universität Mainz                                                                     | RP   | Universität              | öffentlich-rechtlich        | ja              | 1477/1946            | 30.564             | ja (Gruppe der Universitäten)                                              |
| Technische Hochschule Mannheim                                                                           | BW   | Fachhochschule / HAW     | öffentlich-rechtlich        | [ja]            | 1898                 | 5.581              | ja (Gruppe der Hochschulen für Angewandte Wissenschaften, Fachhochschulen) |
| Hochschule der Bundesagentur für Arbeit                                                                  | BW   | Verwaltungshochschule    | öffentlich-rechtlich        | nein            | 2006                 | 1.613              | nein                                                                       |
| Hochschule der Wirtschaft für Management                                                                 | BW   | Fachhochschule / HAW     | privat                      | nein            | 2011                 | 397                | nein                                                                       |
| Staatliche Hochschule für Musik und Darstellende Kunst Mannheim                                          | BW   | Künstlerische Hochschule | öffentlich-rechtlich        | ja              | 1971                 | 586                | ja (Gruppe der Künstlerischen Hochschulen)                                 |
| Universität Mannheim                                                                                     | BW   | Universität              | öffentlich-rechtlich        | ja              | 1907                 | 11.532             | ja (Gruppe der Universitäten)                                              |
| Evangelische Hochschule Tabor                                                                            | HE   | Fachhochschule / HAW     | privat                      | nein            | 1909                 | 200                | nein                                                                       |
| Archivschule Marburg – Hochschule für Archivwissenschaft                                                 | HE   | Verwaltungshochschule    | öffentlich-rechtlich        | nein            | 1949                 | 65                 | nein                                                                       |
| Philipps-Universität Marburg                                                                             | HE   | Universität              | öffentlich-rechtlich        | ja              | 1527                 | 21.723             | ja (Gruppe der Universitäten)                                              |
| Fachhochschule für öffentliche Verwaltung, Polizei und Rechtspflege des Landes Mecklenburg-Vorpommern    | MV   | Verwaltungshochschule    | öffentlich-rechtlich        | nein            | 1991                 | 698                | nein                                                                       |
| Hochschule Merseburg                                                                                     | ST   | Fachhochschule / HAW     | öffentlich-rechtlich        | ja              | 1992                 | 3.018              | ja (Gruppe der Hochschulen für Angewandte Wissenschaften, Fachhochschulen) |
| Technische Hochschule Mittelhessen – THM                                                                 | HE   | Fachhochschule / HAW     | öffentlich-rechtlich        | ja              | 1971                 | 17.930             | ja (Gruppe der Hochschulen für Angewandte Wissenschaften, Fachhochschulen) |
| Hochschule Mittweida, University of Applied Sciences                                                     | SN   | Fachhochschule / HAW     | öffentlich-rechtlich        | nein            | 1867                 | 6.814              | ja (Gruppe der Hochschulen für Angewandte Wissenschaften, Fachhochschulen) |
| Akademie der Bildenden Künste München                                                                    | BY   | Künstlerische Hochschule | öffentlich-rechtlich        | ja              | 1808                 | 777                | ja (Gruppe der Künstlerischen Hochschulen)                                 |
| Hochschule für angewandte Wissenschaften München                                                         | BY   | Fachhochschule / HAW     | öffentlich-rechtlich        | nein            | 1971                 | 18.192             | ja (Gruppe der Hochschulen für Angewandte Wissenschaften, Fachhochschulen) |
| Hochschule der Bayerischen Wirtschaft für angewandte Wissenschaften – HDBW                               | BY   | Fachhochschule / HAW     | privat                      | nein            | 2012                 | 393                | nein                                                                       |
| Hochschule für Fernsehen und Film München                                                                | BY   | Künstlerische Hochschule | öffentlich-rechtlich        | ja              | 1966                 | 370                | nein                                                                       |
| Hochschule für Musik und Theater München                                                                 | BY   | Künstlerische Hochschule | öffentlich-rechtlich        | ja              | 1830                 | 1.183              | ja (Gruppe der Künstlerischen Hochschulen)                                 |
| Hochschule für Philosophie                                                                               | BY   | Universität              | kirchlich                   | ja              | 1925                 | 418                | ja (Gruppe der Philosophisch-Theologischen und Kirchlichen Hochschulen)    |
| Internationale Hochschule SDI München – Hochschule für angewandte Wissenschaften                         | BY   | Fachhochschule / HAW     | privat                      | nein            | 2007                 | 263                | nein                                                                       |
| Katholische Stiftungshochschule München                                                                  | BY   | Fachhochschule / HAW     | kirchlich                   | nein            | 1971                 | 2.527              | ja (Gruppe der Hochschulen für Angewandte Wissenschaften, Fachhochschulen) |
| Munich Business School                                                                                   | BY   | Fachhochschule / HAW     | privat                      | nein            | 1991                 | 567                | nein                                                                       |
| Technische Universität München                                                                           | BY   | Universität              | öffentlich-rechtlich        | ja              | 1868                 | 47.751             | ja (Gruppe der Universitäten)                                              |
| Ludwig-Maximilians-Universität München                                                                   | BY   | Universität              | öffentlich-rechtlich        | ja              | 1472                 | 51.007             | ja (Gruppe der Universitäten)                                              |
| Universität der Bundeswehr München                                                                       | BY   | Universität              | öffentlich-rechtlich        | ja              | 1973                 | 3.973              | ja (Gruppe der Universitäten)                                              |
| FH Münster University of Applied Sciences                                                                | NW   | Fachhochschule / HAW     | öffentlich-rechtlich        | [ja]            | 1971                 | 15.297             | ja (Gruppe der Hochschulen für Angewandte Wissenschaften, Fachhochschulen) |
| Kunstakademie Münster, Hochschule für Bildende Künste                                                    | NW   | Künstlerische Hochschule | öffentlich-rechtlich        | ja              | 1971                 | 359                | ja (Gruppe der Künstlerischen Hochschulen)                                 |
| Philosophisch-Theologische Hochschule Münster                                                            | NW   | Universität              | kirchlich                   | nein            | 1971                 | 7                  | nein                                                                       |
| Universität Münster                                                                                      | NW   | Universität              | öffentlich-rechtlich        | ja              | 1780                 | 43.728             | ja (Gruppe der Universitäten)                                              |
| Hochschule Neubrandenburg – University of Applied Sciences                                               | MV   | Fachhochschule / HAW     | öffentlich-rechtlich        | nein            | 1991                 | 2.192              | ja (Gruppe der Hochschulen für Angewandte Wissenschaften, Fachhochschulen) |
| Augustana-Hochschule Neuendettelsau                                                                      | BY   | Universität              | kirchlich                   | ja              | 1947                 | 127                | ja (Gruppe der Philosophisch-Theologischen und Kirchlichen Hochschulen)    |
| Medizinische Hochschule Brandenburg Theodor Fontane                                                      | BB   | Universität              | privat                      | nein            | 2014                 | 580                | nein                                                                       |
| Hochschule für angewandte Wissenschaften Neu-Ulm                                                         | BY   | Fachhochschule / HAW     | öffentlich-rechtlich        | nein            | 1994                 | 4.147              | ja (Gruppe der Hochschulen für Angewandte Wissenschaften, Fachhochschulen) |
| Hochschule Niederrhein                                                                                   | NW   | Fachhochschule / HAW     | öffentlich-rechtlich        | [ja]            | 1971                 | 13.748             | ja (Gruppe der Hochschulen für Angewandte Wissenschaften, Fachhochschulen) |
| Norddeutsche Hochschule für Rechtspflege – Niedersachsen                                                 | NI   | Verwaltungshochschule    | öffentlich-rechtlich        | nein            | 2007                 | 409                | nein                                                                       |
| Kommunale Hochschule für Verwaltung in Niedersachsen                                                     | NI   | Verwaltungshochschule    | öffentlich-rechtlich        | nein            | 2007                 | 1.570              | nein                                                                       |
| Hochschule Nordhausen                                                                                    | TH   | Fachhochschule / HAW     | öffentlich-rechtlich        | nein            | 1997                 | 2.212              | ja (Gruppe der Hochschulen für Angewandte Wissenschaften, Fachhochschulen) |
| DIPLOMA Hochschule                                                                                       | HE   | Private Hochschule / HAW | privat                      | nein            | 1997                 | 8.596              | nein                                                                       |
| Deutsche Hochschule der Polizei                                                                          | NW   | Verwaltungshochschule    | öffentlich-rechtlich        | ja              | 2008                 | 486                | nein                                                                       |
| Fachhochschule für Rechtspflege Nordrhein-Westfalen                                                      | NW   | Verwaltungshochschule    | öffentlich-rechtlich        | nein            | 1976                 | 863                | nein                                                                       |
| Hochschule für Finanzen NRW                                                                              | NW   | Verwaltungshochschule    | öffentlich-rechtlich        | nein            | 1976                 | 2.809              | nein                                                                       |
| Hochschule für Polizei und öffentliche Verwaltung Nordrhein-Westfalen                                    | NW   | Verwaltungshochschule    | öffentlich-rechtlich        | [ja]            | 1976                 | 16.853             | nein                                                                       |
| Katholische Hochschule Nordrhein-Westfalen – Catholic University of Applied Sciences                     | NW   | Fachhochschule / HAW     | kirchlich                   | [ja]            | 1971                 | 5.412              | ja (Gruppe der Hochschulen für Angewandte Wissenschaften, Fachhochschulen) |
| SRH Hochschule in Nordrhein-Westfalen                                                                    | NW   | Fachhochschule / HAW     | privat                      | nein            | 2005                 | 768                | nein                                                                       |
| Akademie der Bildenden Künste Nürnberg                                                                   | BY   | Künstlerische Hochschule | öffentlich-rechtlich        | nein            | 1662                 | 312                | ja (Gruppe der Künstlerischen Hochschulen)                                 |
| Evangelische Hochschule für angewandte Wissenschaften – Evangelische Fachhochschule Nürnberg             | BY   | Fachhochschule / HAW     | kirchlich                   | nein            | 1927                 | 1.325              | ja (Gruppe der Hochschulen für Angewandte Wissenschaften, Fachhochschulen) |
| Hochschule für Musik Nürnberg                                                                            | BY   | Künstlerische Hochschule | öffentlich-rechtlich        | ja              | 2008                 | 434                | ja (Gruppe der Künstlerischen Hochschulen)                                 |
| Technische Hochschule Nürnberg Georg Simon Ohm                                                           | BY   | Fachhochschule / HAW     | öffentlich-rechtlich        | nein            | 1823                 | 12.925             | ja (Gruppe der Hochschulen für Angewandte Wissenschaften, Fachhochschulen) |
| Technische Universität Nürnberg                                                                          | BY   | Universität              | öffentlich-rechtlich        | ja              | 2021                 | 7                  | unbekannt                                                                  |
| Hochschule für Wirtschaft und Umwelt Nürtingen-Geislingen                                                | BW   | Fachhochschule / HAW     | öffentlich-rechtlich        | nein            | 1949                 | 5.416              | ja (Gruppe der Hochschulen für Angewandte Wissenschaften, Fachhochschulen) |
| Lutherische Theologische Hochschule Oberursel                                                            | HE   | Universität              | kirchlich                   | nein            | 1947                 | 16                 | ja (Gruppe der Philosophisch-Theologischen und Kirchlichen Hochschulen)    |
| Hochschule für Gestaltung Offenbach                                                                      | HE   | Künstlerische Hochschule | öffentlich-rechtlich        | ja              | 1970                 | 780                | ja (Gruppe der Künstlerischen Hochschulen)                                 |
| Hochschule für Technik, Wirtschaft und Medien Offenburg                                                  | BW   | Fachhochschule / HAW     | öffentlich-rechtlich        | [ja]            | 1971                 | 4.162              | ja (Gruppe der Hochschulen für Angewandte Wissenschaften, Fachhochschulen) |
| Carl von Ossietzky Universität Oldenburg                                                                 | NI   | Universität              | öffentlich-rechtlich        | ja              | 1973                 | 15.635             | ja (Gruppe der Universitäten)                                              |
| Hochschule Osnabrück                                                                                     | NI   | Fachhochschule / HAW     | öffentlich-rechtlich        | nein            | 1971                 | 13.620             | ja (Gruppe der Hochschulen für Angewandte Wissenschaften, Fachhochschulen) |
| Universität Osnabrück                                                                                    | NI   | Universität              | öffentlich-rechtlich        | ja              | 1973                 | 13.640             | ja (Gruppe der Universitäten)                                              |
| Hochschule Braunschweig/Wolfenbüttel, Ostfalia Hochschule für angewandte Wissenschaften                  | NI   | Fachhochschule / HAW     | öffentlich-rechtlich        | nein            | 1971                 | 11.577             | ja (Gruppe der Hochschulen für Angewandte Wissenschaften, Fachhochschulen) |
| Technische Hochschule Ostwestfalen-Lippe                                                                 | NW   | Fachhochschule / HAW     | öffentlich-rechtlich        | [ja]            | 1971                 | 6.206              | ja (Gruppe der Hochschulen für Angewandte Wissenschaften, Fachhochschulen) |
| Hochschule für Künste im Sozialen, Ottersberg                                                            | NI   | Fachhochschule / HAW     | privat                      | nein            | 1967                 | 342                | nein                                                                       |
| Fachhochschule der Wirtschaft                                                                            | NW   | Fachhochschule / HAW     | privat                      | nein            | 1993                 | 2.044              | nein                                                                       |
| Theologische Fakultät Paderborn                                                                          | NW   | Universität              | kirchlich                   | ja              | 1614                 | 91                 | ja (Gruppe der Philosophisch-Theologischen und Kirchlichen Hochschulen)    |
| Universität Paderborn                                                                                    | NW   | Universität              | öffentlich-rechtlich        | ja              | 1972                 | 19.106             | ja (Gruppe der Universitäten)                                              |
| Universität Passau                                                                                       | BY   | Universität              | öffentlich-rechtlich        | ja              | 1973                 | 10.521             | ja (Gruppe der Universitäten)                                              |
| Hochschule Pforzheim – Gestaltung, Technik, Wirtschaft und Recht                                         | BW   | Fachhochschule / HAW     | öffentlich-rechtlich        | [ja]            | 1877                 | 5.753              | ja (Gruppe der Hochschulen für Angewandte Wissenschaften, Fachhochschulen) |
| Filmuniversität Babelsberg Konrad Wolf                                                                   | BB   | Künstlerische Hochschule | öffentlich-rechtlich        | ja              | 1954                 | 916                | ja (Gruppe der Künstlerischen Hochschulen)                                 |
| Fachhochschule Potsdam                                                                                   | BB   | Fachhochschule / HAW     | öffentlich-rechtlich        | nein            | 1991                 | 3.634              | ja (Gruppe der Hochschulen für Angewandte Wissenschaften, Fachhochschulen) |
| Fachhochschule für Sport und Management Potsdam                                                          | BB   | Fachhochschule / HAW     | privat                      | nein            | 2009                 | 384                | nein                                                                       |
| German University of Digital Science (German UDS)                                                        | BB   | Universität              | privat                      | nein            | 2024                 | keine Infos        | nein                                                                       |
| Gisma University of Applied Sciences                                                                     | BB   | Fachhochschule / HAW     | privat                      | nein            | 2020                 | 225                | nein                                                                       |
| Health and Medical University Potsdam                                                                    | BB   | Hochschule eigenen Typs  | privat                      | nein            | 2019                 | 494                | nein                                                                       |
| Universität Potsdam                                                                                      | BB   | Universität              | öffentlich-rechtlich        | ja              | 1991                 | 21.433             | ja (Gruppe der Universitäten)                                              |
| University of Europe for Applied Sciences                                                                | BB   | Fachhochschule / HAW     | privat                      | nein            | 2000                 | 3.306              | nein                                                                       |
| XU Exponential University of Applied Sciences                                                            | BB   | Fachhochschule / HAW     | privat                      | nein            | 2018                 | 169                | nein                                                                       |
| Hochschule Ravensburg-Weingarten                                                                         | BW   | Fachhochschule / HAW     | öffentlich-rechtlich        | [ja]            | 1964                 | 3.734              | ja (Gruppe der Hochschulen für Angewandte Wissenschaften, Fachhochschulen) |
| Hochschule für Katholische Kirchenmusik und Musikpädagogik                                               | BY   | Künstlerische Hochschule | kirchlich                   | nein            | 2001                 | 128                | nein                                                                       |
| Ostbayerische Technische Hochschule Regensburg                                                           | BY   | Fachhochschule / HAW     | öffentlich-rechtlich        | nein            | 1971                 | 10.586             | ja (Gruppe der Hochschulen für Angewandte Wissenschaften, Fachhochschulen) |
| Universität Regensburg                                                                                   | BY   | Universität              | öffentlich-rechtlich        | ja              | 1962                 | 20.699             | ja (Gruppe der Universitäten)                                              |
| Hochschule Reutlingen                                                                                    | BW   | Fachhochschule / HAW     | öffentlich-rechtlich        | [ja]            | 1855                 | 5.164              | ja (Gruppe der Hochschulen für Angewandte Wissenschaften, Fachhochschulen) |
| Theologische Hochschule Reutlingen                                                                       | BW   | Fachhochschule / HAW     | kirchlich                   | nein            | 1877                 | 81                 | nein                                                                       |
| Hochschule für Finanzen Rheinland-Pfalz                                                                  | RP   | Verwaltungshochschule    | öffentlich-rechtlich        | nein            | 1981                 | 711                | nein                                                                       |
| Hochschule der Polizei Rheinland-Pfalz                                                                   | RP   | Verwaltungshochschule    | öffentlich-rechtlich        | nein            | 2015                 | 1.573              | nein                                                                       |
| Hochschule für öffentliche Verwaltung Rheinland-Pfalz                                                    | RP   | Verwaltungshochschule    | öffentlich-rechtlich        | nein            | 1981                 | 927                | nein                                                                       |
| Hochschule RheinMain                                                                                     | HE   | Fachhochschule / HAW     | öffentlich-rechtlich        | ja              | 1971                 | 13.482             | ja (Gruppe der Hochschulen für Angewandte Wissenschaften, Fachhochschulen) |
| Hochschule Rhein-Waal – University of Applied Sciences                                                   | NW   | Fachhochschule / HAW     | öffentlich-rechtlich        | [ja]            | 2009                 | 6.672              | ja (Gruppe der Hochschulen für Angewandte Wissenschaften, Fachhochschulen) |
| SRH Fernhochschule – The Mobile University                                                               | BW   | Fachhochschule / HAW     | privat                      | nein            | 1996                 | 7.409              | nein                                                                       |
| Technische Hochschule Rosenheim                                                                          | BY   | Fachhochschule / HAW     | öffentlich-rechtlich        | nein            | 1971                 | 6.464              | ja (Gruppe der Hochschulen für Angewandte Wissenschaften, Fachhochschulen) |
| Hochschule für Musik und Theater Rostock                                                                 | MV   | Künstlerische Hochschule | öffentlich-rechtlich        | ja              | 1994                 | 558                | ja (Gruppe der Künstlerischen Hochschulen)                                 |
| Universität Rostock                                                                                      | MV   | Universität              | öffentlich-rechtlich        | ja              | 1419                 | 12.664             | ja (Gruppe der Universitäten)                                              |
| Hochschule für Forstwirtschaft Rottenburg                                                                | BW   | Fachhochschule / HAW     | öffentlich-rechtlich        | [ja]            | 1954                 | 952                | ja (Gruppe der Hochschulen für Angewandte Wissenschaften, Fachhochschulen) |
| Hochschule für Kirchenmusik der Diözese Rottenburg-Stuttgart                                             | BW   | Künstlerische Hochschule | kirchlich                   | nein            | 1949                 | 28                 | nein                                                                       |
| Hochschule Ruhr West – University of Applied Sciences                                                    | NW   | Fachhochschule / HAW     | öffentlich-rechtlich        | [ja]            | 2009                 | 6.407              | ja (Gruppe der Hochschulen für Angewandte Wissenschaften, Fachhochschulen) |
| Deutsche Hochschule für Prävention und Gesundheitsmanagement GmbH                                        | SL   | Fachhochschule / HAW     | privat                      | nein            | 2001                 | 7.722              | nein                                                                       |
| Hochschule für Musik Saar                                                                                | SL   | Künstlerische Hochschule | öffentlich-rechtlich        | ja              | 1947                 | 424                | ja (Gruppe der Künstlerischen Hochschulen)                                 |
| Hochschule für Technik und Wirtschaft des Saarlandes                                                     | SL   | Fachhochschule / HAW     | öffentlich-rechtlich        | nein            | 1971                 | 6.086              | ja (Gruppe der Hochschulen für Angewandte Wissenschaften, Fachhochschulen) |
| Universität des Saarlandes                                                                               | SL   | Universität              | öffentlich-rechtlich        | ja              | 1948                 | 16.117             | ja (Gruppe der Universitäten)                                              |
| Hochschule der Bildenden Künste Saar                                                                     | SL   | Künstlerische Hochschule | öffentlich-rechtlich        | ja              | 1989                 | 471                | ja (Gruppe der Künstlerischen Hochschulen)                                 |
| Fachhochschule der Verwaltung des Saarlandes                                                             | SL   | Verwaltungshochschule    | öffentlich-rechtlich        | nein            | 1980                 | 797                | nein                                                                       |
| Fachhochschule Polizei Sachsen-Anhalt                                                                    | ST   | Verwaltungshochschule    | öffentlich-rechtlich        | nein            | 1997                 | 752                | nein                                                                       |
| Hochschule der Sächsischen Polizei (FH)                                                                  | SN   | Verwaltungshochschule    | öffentlich-rechtlich        | nein            | 1994                 | 618                | nein                                                                       |
| Hochschule für öffentliche Verwaltung und Rechtspflege (FH), Fortbildungszentrum des Freistaates Sachsen | SN   | Verwaltungshochschule    | öffentlich-rechtlich        | nein            | 1992                 | 1.102              | nein                                                                       |
| Duale Hochschule Schleswig-Holstein (DHSH)                                                               | SH   | Fachhochschule / HAW     | privat                      | nein            | 2018                 | 476                | nein                                                                       |
| Fachhochschule für Verwaltung und Dienstleistung in Schleswig-Holstein                                   | SH   | Verwaltungshochschule    | öffentlich-rechtlich        | nein            | 1975                 | 1.727              | nein                                                                       |
| Hochschule Schmalkalden                                                                                  | TH   | Fachhochschule / HAW     | öffentlich-rechtlich        | nein            | 1991                 | 2.434              | ja (Gruppe der Hochschulen für Angewandte Wissenschaften, Fachhochschulen) |
| Hochschule für Gestaltung Schwäbisch Gmünd                                                               | BW   | Fachhochschule / HAW     | öffentlich-rechtlich        | [ja]            | 1776                 | 748                | ja (Gruppe der Hochschulen für Angewandte Wissenschaften, Fachhochschulen) |
| Pädagogische Hochschule Schwäbisch Gmünd                                                                 | BW   | Universität              | öffentlich-rechtlich        | ja              | 1962                 | 2.993              | ja (Gruppe Pädagogischen Hochschulen)                                      |
| Universität Siegen                                                                                       | NW   | Universität              | öffentlich-rechtlich        | ja              | 1972                 | 17.807             | ja (Gruppe der Universitäten)                                              |
| Deutsche Universität für Verwaltungswissenschaften Speyer                                                | RP   | Universität              | öffentlich-rechtlich        | ja              | 1947                 | 301                | ja (Gruppe der Universitäten)                                              |
| Hochschule Stralsund                                                                                     | MV   | Fachhochschule / HAW     | öffentlich-rechtlich        | nein            | 1991                 | 2.376              | ja (Gruppe der Hochschulen für Angewandte Wissenschaften, Fachhochschulen) |
| AKAD Hochschule Stuttgart                                                                                | BW   | Fachhochschule / HAW     | privat                      | nein            | 1959                 | 5.897              | nein                                                                       |
| Staatliche Akademie der Bildenden Künste Stuttgart                                                       | BW   | Künstlerische Hochschule | öffentlich-rechtlich        | ja              | 1761                 | 829                | ja (Gruppe der Künstlerischen Hochschulen)                                 |
| Duale Hochschule Baden-Württemberg                                                                       | BW   | Hochschule eigenen Typs  | öffentlich-rechtlich        | nein            | 2009                 | 32.588             | ja (Gruppe der sonstigen Hochschulen)                                      |
| Hochschule für Technik Stuttgart                                                                         | BW   | Fachhochschule / HAW     | öffentlich-rechtlich        | [ja]            | 1832                 | 4.077              | ja (Gruppe der Hochschulen für Angewandte Wissenschaften, Fachhochschulen) |
| Hochschule der Medien Stuttgart                                                                          | BW   | Fachhochschule / HAW     | öffentlich-rechtlich        | [ja]            | 1903                 | 5.511              | ja (Gruppe der Hochschulen für Angewandte Wissenschaften, Fachhochschulen) |
| Hochschule für Kommunikation und Gestaltung                                                              | BW   | Fachhochschule / HAW     | privat                      | nein            | 2013                 | 157                | nein                                                                       |
| Staatliche Hochschule für Musik und Darstellende Kunst Stuttgart                                         | BW   | Künstlerische Hochschule | öffentlich-rechtlich        | ja              | 1857                 | 771                | ja (Gruppe der Künstlerischen Hochschulen)                                 |
| Hochschule Macromedia                                                                                    | BW   | Fachhochschule / HAW     | privat                      | nein            | 2006                 | 4.818              | nein                                                                       |
| media Akademie – Hochschule Stuttgart                                                                    | BW   | Fachhochschule / HAW     | privat                      | nein            | 2015                 | 88                 | nein                                                                       |
| Merz Akademie Hochschule für Gestaltung, Kunst und Medien, Stuttgart                                     | BW   | Fachhochschule / HAW     | privat                      | nein            | 1985                 | 248                | nein                                                                       |
| Universität Stuttgart                                                                                    | BW   | Universität              | öffentlich-rechtlich        | ja              | 1829                 | 22.616             | ja (Gruppe der Universitäten)                                              |
| Freie Hochschule Stuttgart – Seminar für Waldorfpädagogik                                                | BW   | Universität              | privat                      | nein            | 1919                 | 307                | nein                                                                       |
| VWA-Hochschule für berufsbegleitendes Studium                                                            | BW   | Fachhochschule / HAW     | privat                      | nein            | 2013                 | 168                | nein                                                                       |
| Fachhochschule Südwestfalen                                                                              | NW   | Fachhochschule / HAW     | öffentlich-rechtlich        | [ja]            | 2002                 | 11.445             | ja (Gruppe der Hochschulen für Angewandte Wissenschaften, Fachhochschulen) |
| Thüringer Fachhochschule für öffentliche Verwaltung                                                      | TH   | Verwaltungshochschule    | öffentlich-rechtlich        | nein            | 1994                 | 584                | nein                                                                       |
| Hochschule Trier – Trier University of Applied Sciences                                                  | RP   | Fachhochschule / HAW     | öffentlich-rechtlich        | nein            | 1971                 | 6.951              | ja (Gruppe der Hochschulen für Angewandte Wissenschaften, Fachhochschulen) |
| Theologische Fakultät Trier                                                                              | RP   | Universität              | kirchlich                   | ja              | 1950                 | 143                | ja (Gruppe der Philosophisch-Theologischen und Kirchlichen Hochschulen)    |
| Universität Trier                                                                                        | RP   | Universität              | öffentlich-rechtlich        | ja              | 1970                 | 11.490             | ja (Gruppe der Universitäten)                                              |
| Staatliche Hochschule für Musik Trossingen                                                               | BW   | Künstlerische Hochschule | öffentlich-rechtlich        | ja              | 1944                 | 435                | ja (Gruppe der Künstlerischen Hochschulen)                                 |
| Hochschule für Kirchenmusik der Evangelischen Landeskirche in Württemberg                                | BW   | Künstlerische Hochschule | kirchlich                   | nein            | 1945                 | 22                 | nein                                                                       |
| Eberhard Karls Universität Tübingen                                                                      | BW   | Universität              | öffentlich-rechtlich        | ja              | 1477                 | 27.828             | ja (Gruppe der Universitäten)                                              |
| Ukrainische Freie Universität                                                                            | BY   | Universität              | privat                      | ja              | 1921                 | 296                | nein                                                                       |
| Technische Hochschule Ulm                                                                                | BW   | Fachhochschule / HAW     | öffentlich-rechtlich        | [ja]            | 1960                 | 3.564              | ja (Gruppe der Hochschulen für Angewandte Wissenschaften, Fachhochschulen) |
| Universität Ulm                                                                                          | BW   | Universität              | öffentlich-rechtlich        | ja              | 1967                 | 10.164             | ja (Gruppe der Universitäten)                                              |
| VPU Vinzenz Pallotti University                                                                          | RP   | Universität              | kirchlich                   | ja              | 1896                 | 376                | nein                                                                       |
| WHU – Otto Beisheim School of Management                                                                 | RP   | Universität              | privat                      | ja              | 1984                 | 1.912              | ja (Gruppe der sonstigen Hochschulen)                                      |
| Private Hochschule für Wirtschaft und Technik Vechta/Diepholz                                            | NI   | Fachhochschule / HAW     | privat                      | nein            | 1998                 | 558                | nein                                                                       |
| Universität Vechta                                                                                       | NI   | Universität              | öffentlich-rechtlich        | ja              | 1995                 | 4.551              | ja (Gruppe der Universitäten)                                              |
| Fachhochschule Wedel                                                                                     | SH   | Fachhochschule / HAW     | privat                      | nein            | 1948                 | 1.221              | nein                                                                       |
| Hochschule für angewandte Wissenschaften Weihenstephan-Triesdorf                                         | BY   | Fachhochschule / HAW     | öffentlich-rechtlich        | nein            | 1971                 | 6.084              | ja (Gruppe der Hochschulen für Angewandte Wissenschaften, Fachhochschulen) |
| Hochschule für Musik Franz Liszt Weimar                                                                  | TH   | Künstlerische Hochschule | öffentlich-rechtlich        | ja              | 1872                 | 738                | ja (Gruppe der Künstlerischen Hochschulen)                                 |
| Bauhaus-Universität Weimar                                                                               | TH   | Universität              | öffentlich-rechtlich        | ja              | 1860                 | 3.988              | ja (Gruppe der Universitäten)                                              |
| Pädagogische Hochschule Weingarten                                                                       | BW   | Universität              | öffentlich-rechtlich        | ja              | 1949                 | 3.461              | ja (Gruppe Pädagogischen Hochschulen)                                      |
| Hochschule Weserbergland                                                                                 | NI   | Fachhochschule / HAW     | privat                      | nein            | 2010                 | 485                | nein                                                                       |
| Westfälische Hochschule Gelsenkirchen, Bocholt, Recklinghausen                                           | NW   | Fachhochschule / HAW     | öffentlich-rechtlich        | [ja]            | 1992                 | 8.143              | ja (Gruppe der Hochschulen für Angewandte Wissenschaften, Fachhochschulen) |
| Fachhochschule Westküste, Hochschule für Wirtschaft und Technik                                          | SH   | Fachhochschule / HAW     | öffentlich-rechtlich        | nein            | 1994                 | 1.830              | ja (Gruppe der Hochschulen für Angewandte Wissenschaften, Fachhochschulen) |
| EBS Universität für Wirtschaft und Recht                                                                 | HE   | Universität              | privat                      | ja              | 1971                 | 1.764              | ja (Gruppe der sonstigen Hochschulen)                                      |
| Technische Hochschule Wildau                                                                             | BB   | Fachhochschule / HAW     | öffentlich-rechtlich        | nein            | 1991                 | 3.485              | ja (Gruppe der Hochschulen für Angewandte Wissenschaften, Fachhochschulen) |
| Jade Hochschule – Wilhelmshaven/Oldenburg/Elsfleth                                                       | NI   | Fachhochschule / HAW     | öffentlich-rechtlich        | nein            | 2009                 | 6.789              | ja (Gruppe der Hochschulen für Angewandte Wissenschaften, Fachhochschulen) |
| Hochschule Wismar – University of Applied Sciences: Technology, Business and Design                      | MV   | Fachhochschule / HAW     | öffentlich-rechtlich        | nein            | 1908                 | 8.403              | ja (Gruppe der Hochschulen für Angewandte Wissenschaften, Fachhochschulen) |
| Universität Witten/Herdecke                                                                              | NW   | Universität              | privat                      | ja              | 1982                 | 2.897              | ja (Gruppe der Universitäten)                                              |
| Hochschule Worms, University of Applied Sciences                                                         | RP   | Fachhochschule / HAW     | öffentlich-rechtlich        | nein            | 1996                 | 3.484              | ja (Gruppe der Hochschulen für Angewandte Wissenschaften, Fachhochschulen) |
| Kirchliche Hochschule Wuppertal/Bethel (Hochschule für Kirche und Diakonie)                              | NW   | Universität              | kirchlich                   | ja              | 1935                 | 264                | ja (Gruppe der Philosophisch-Theologischen und Kirchlichen Hochschulen)    |
| Bergische Universität Wuppertal                                                                          | NW   | Universität              | öffentlich-rechtlich        | ja              | 1972                 | 21.038             | ja (Gruppe der Universitäten)                                              |
| Hochschule für Musik Würzburg                                                                            | BY   | Künstlerische Hochschule | öffentlich-rechtlich        | ja              | 1797                 | 358                | ja (Gruppe der Künstlerischen Hochschulen)                                 |
| Technische Hochschule Würzburg-Schweinfurt (THWS)                                                        | BY   | Fachhochschule / HAW     | öffentlich-rechtlich        | nein            | 1971                 | 9.269              | ja (Gruppe der Hochschulen für Angewandte Wissenschaften, Fachhochschulen) |
| Julius-Maximilians-Universität Würzburg                                                                  | BY   | Universität              | öffentlich-rechtlich        | ja              | 1402/1582            | 27.149             | ja (Gruppe der Universitäten)                                              |
| Hochschule Zittau/Görlitz                                                                                | SN   | Fachhochschule / HAW     | öffentlich-rechtlich        | nein            | 1992                 | 2.655              | ja (Gruppe der Hochschulen für Angewandte Wissenschaften, Fachhochschulen) |
| Westsächsische Hochschule Zwickau                                                                        | SN   | Fachhochschule / HAW     | öffentlich-rechtlich        | nein            | 1897                 | 3.104              | ja (Gruppe der Hochschulen für Angewandte Wissenschaften, Fachhochschulen) |
| Deutsche Hochschule für Angewandte Wissenschaften (DHAW)                                                 | BB   | Fachhochschule / HAW     | privat, staatlich anerkannt | nein            | 2022                 | 50                 | nein                                                                       |